# ناسا
ادارهٔ کل ملی هوانوردی و فضا (به انگلیسی: National Aeronautics and Space Administration) به اختصار ناسا (به انگلیسی: NASA) سازمانی مستقل در قوهٔ مجریهٔ حکومت فدرال ایالات متحدهٔ آمریکا است که مسئولیت برنامه‌ریزی در حوزه‌های برنامهٔ فضایی کشوری و تحقیقات مکانیک پرواز و هوافضا را بر عهده دارد. در زمان جنگ سرد و پس از پرتاب ماهوارهٔ اسپوتنیک-۱ توسط اتحاد جماهیر شوروی سوسیالیستی به فضا، آمریکا به فکر ایجاد سازمان فضایی ملی خود افتاد و ناسا در ۲۹ ژوئیهٔ ۱۹۵۸ با امضای رئیس‌جمهور وقت دوایت آیزنهاور جای کمیتهٔ رایزنی ملی هوانوردی آمریکا (ناکا) را گرفت و بنیادگذاری شد. توماس کیت گلنان به عنوان نخستین مدیر ناسا و هیو لاتیمر درایدن به عنوان معاون او برگزیده شدند و فعالیت رسمی ناسا از ۱ اکتبر ۱۹۵۸ آغاز شد.
ناسا کار خود را با نورث امریکن ایکس-۱۵ آغاز کرد و هشت خلبان در این پروژه توانستند خود را به زیر مدار زمین برسانند. نخستین ماهوارهٔ فضایی ناسا نیز اکسپلورر ۱ بود که در سال ۱۹۵۸ میلادی به فضا پرتاب شد. در ۱۲ آوریل ۱۹۶۱، یوری گاگارین اهل شوروی با فضاپیمای وستوک-۱ به فضا پرتاب شد و تبدیل به نخستین انسان فضانورد جهان شد. حدود یک ماه بعد در ۵ مه، آلن شپارد با مرکوری-رادستون ۳ از پروژهٔ مرکوری به فضا پرتاب شد و تبدیل به نخستین فضانورد آمریکایی شد. در ۲۰ فوریهٔ ۱۹۶۲، جان گلن با مرکوری-اطلس ۶ به فضا پرتاب شد و در کمتر از ۵ ساعت، ۳ بار پیرامون کرهٔ زمین گردید و تبدیل به نخستین آمریکایی شد که پیرامون زمین می‌گردد. پروژهٔ جمینای نیز دستاوردهایی مانند نخستین مانور مداری، اتصال و پهلوگیری فضاپیما و نخستین راهپیمایی فضایی آمریکا به همراه داشت.
پس از پروژهٔ جمینای، ناسا پروژهٔ آپولو را راه‌اندازی کرد که این پروژه یکی از شناخته‌شده‌ترین پروژه‌های علمی تاریخ آمریکا و جهان بوده است. در ۲۱ ژوئیهٔ ۱۹۶۹، نیل آرمسترانگ و باز آلدرین در طول مأموریت آپولو ۱۱ بر کرهٔ ماه گام نهادند و تبدیل به نخستین انسان‌هایی شدند که بر ماه گام برمی‌دارند. طی پروژهٔ آپولو، ۱۲ فضانورد مرد بر ماه گام نهادند. پس از مأموریت آپولو ۱۷ که بازپسین سفر بشر به ماه بود، دیگر پای هیچ انسانی به ماه نرسید. اسکای‌لب نخستین ایستگاه فضایی آمریکا بود و ایستگاهی ملی بود. در سال ۱۹۷۵ ناسا و سازمان فضایی فدرال روسیه (روسکوسموس) پروژه‌ای مشترک به نام پروژهٔ آزمایشی آپولو–سایوز انجام‌دادند که این پروژه نخستین مأموریت فضایی بین‌المللی بود. از سال ۱۹۸۱ تا ۲۰۱۱، ناسا پروژه‌ای به نام برنامهٔ شاتل‌های فضایی را اجرا کرد. این پروژه شامل ۱۳۵ پرواز فضایی بود و فاجعه‌های چلنجر و کلمبیا را هم به همراه داشت. ناسا در ایستگاه فضایی بین‌المللی مشارکت دارد. به غیر از ناسا، ۱۵ عضو دیگر که ۱۱ عضو از آن‌ها اعضای سازمان فضایی اروپا هستند، در این پروژهٔ بین‌المللی مشارکت دارند. افزون بر فضاپیماهای دارای سرنشین، ناسا فضاپیماهای بدون سرنشینی را نیز مانند نیوهورایزنز و مریخ‌نورد کنجکاوی به فضا پرتاب کرده است.
ناسا به پروژه‌های پژوهشی هم می‌پردازد. در سال ۲۰۱۴ این سازمان رقابتی سالانه با عنوان مکعب‌ها در فضا آغاز کرد. ناسا به انجام پژوهش دربارهٔ تغییر اقلیم هم مشغول است و گزارش‌هایی در این خصوص تهیه و منتشر می‌کند.
مدیر ناسا بالاترین شخص تصمیم‌گیرندهٔ این سازمان است. مدیر موقت کنونی ناسا جانت پترو (از ۲۰ ژانویه ۲۰۲۵) و است. ناسا دارای ۱۲ مرکز مانند مرکز فرماندهی ناسا و مرکز پژوهشی ایمز است. میزان بودجهٔ سالانهٔ ناسا سیر صعودی دارد. درصد این بودجه از بودجهٔ نظام فدرالی ایالات متحدهٔ آمریکا در سال ۱۹۶۶ به اوج خود (۴٫۴۱ درصد) رسید.

## بنیادگذاری
از سال ۱۹۴۶ میلادی، کمیته رایزنی ملی هوانوردی آمریکا (ناکا) هواپیماهای راکتی مثل هواگرد زبرصوت بل ایکس-۱ را مورد آزمایش قرار داده بود. در اوایل دهه ۱۹۵۰، پویشی در پروژه سال جئوفیزیک جهانی (‎۱۹۵۷–۵۸) برای ساخت یک ماهواره مصنوعی به راه افتاده بود. پروژه ونگارد، از تلاش‌های آمریکا در این پروژه بود. با پرتاب ماهوارهٔ اسپوتنیک-۱ در ۴ اکتبر ۱۹۵۷ به فضا به عنوان نخستین ماهواره مصنوعی، ایالات متحده توجه خود را به سمت شرکت در پروژه‌های فضایی معطوف کرد. در آن زمان کشورها (آمریکا، روسیه و هم‌پیمانان هر دو کشور) درگیر جنگ سرد و در آرزوی برتری جهانی نسبت به کشور دیگر بودند. پرتاب اسپوتنیک-۱ و مسائلی دیگر منجر شد که آمریکا به فکر ایجاد سازمانی مانند بنیاد ملی علوم، کمیسیون انرژی اتمی ایالات متحده آمریکا و کمیتهٔ رایزنی ملی هوانوردی آمریکا بیفتد. در ۲۵ نوامبر ۱۹۵۷، سناتور لیندون بینز جانسون جلساتی مبنی بر فضانوردی و فعالیت‌های موشکی آغاز کرد. این جلسات منجر بر این شد که مجلس سنای ایالات متحده آمریکا در ۶ فوریهٔ ۱۹۵۸ کمیته‌ای در مورد فضا و هوانوردی و با هدف تشکیل یک سازمان فضایی به ریاست لیندون جانسون تشکیل دهد. از سوی دیگر، کنگره ایالات متحده آمریکا قصد داشت که جان ویلیام مک‌کورمک را به ریاست سازمان فضایی آمریکا برساند. کنگره ایالات متحده آمریکا در پی پیش آمدن تهدیدی علیه امنیت ملی و پیشرو بودن آمریکا در زمینه فناوری، متوجه نیاز به اقدام فوری و سریع شد. در کنار آن، دوایت آیزنهاور، رئیس‌جمهور وقت، به همراه هیئت مشاوران، معیارهای بیشتری را مدنظر قرار دادند. در ۱۲ ژانویه ۱۹۵۸، ناکا «کمیته ویژه فناوری فضایی» را به فرماندهی گایفورد استیور تشکیل داد. در ۱۴ ژانویه ۱۹۵۸، هیو لاتیمر درایدن، رئیس ناکا، اعلامیه «برنامه تحقیقاتی ملی فناوری فضایی» را منتشر کرد که بیان می‌داشت:
این [موضوع] ضرورت و اهمیت زیادی برای کشور ما با در نظر گرفتن اعتبار ما به عنوان یک ملت و ضرورت نظامی پاسخ به این چالش [اسپوتنیک] با برنامه جدی تحقیق و توسعه در جهت فتح فضا دارد … بر این اساس، پیشنهاد شده که تحقیقات علمی، وظیفه یک سازمان ملی غیرنظامی باشد … ناکا می‌تواند با توسعه و گسترش سریع با تلاش خود، رهبری فناوری فضایی را فراهم کند.
از آن‌جا که این سازمان، فقط فعالیت‌های فضایی غیرنظامی را انجام می‌داد، دارپا در فوریه ۱۹۵۸ برای توسعه فناوری‌های فضایی برای استفاده‌های نظامی به وجود آمد.
با امضای «سند ملی هوانوردی و فضا» در ۲۹ ژوئیه ۱۹۵۸ توسط آیزنهاور، ناسا رسماً تأسیس شد. با شروع کار عملیاتی این سازمان در ۱ اکتبر ۱۹۵۸، ناسا امکانات سازمان ۴۳ ساله ناکا، شامل ۸٬۰۰۰ کارمند، بودجه سالانه ۱۰۰ میلیون دلاری، سه آزمایشگاه تحقیقاتی بزرگ (مرکز تحقیقات لنگلی، مرکز تحقیقات ایمز و مرکز تحقیقات گلن) و دو مجموعه مخصوص انجام آزمایش کوچک، را در اختیار گرفت. نماد رسمی ناسا در سال ۱۹۵۹ توسط رئیس‌جمهور آیزنهاور به تأیید رسید. منابع سازمان موشک بالستیک ارتش و آزمایشگاه تحقیقاتی دریایی ایالات متحده هم با ناسا ادغام شدند. یکی از مهم‌ترین عوامل ورود ناسا به رقابت فضایی با شوروی، فناوری برنامه راکت آلمانی به رهبری ورنر فون براون بود که حالا در سازمان موشک بالستیک ارتش کار می‌کرد و این طرح را با طرح‌های پیشین دانشمند آمریکایی، رابرت گدارد، ادغام کرده بود. تلاش‌های پیشین نیروی هوایی ایالات متحده آمریکا و بسیاری از برنامه‌های فضایی دارپا هم به ناسا منتقل شدند. در دسامبر ۱۹۵۸، ناسا کنترل آزمایشگاه پیش‌رانش جت را، مرکزی تحت مدیریت مؤسسه فناوری کالیفرنیا، بر عهده گرفت.

## کارمندان و رهبری
رهبر سازمان، مدیر ناسا، توسط رئیس‌جمهور ایالات متحده آمریکا نامزد شده و برای تأیید، به مجلس سنای ایالات متحده آمریکا می‌رود. مافوق مستقیم این فرد، رئیس‌جمهور ایالات متحده است. این فرد نقش مشاور ارشد علوم فضایی را هم بر عهده دارد. با این که اکتشافات فضایی ظاهراً حزبی نیستند، این نامزد معمولاً با توجه به حزب سیاسی رئیس‌جمهور وقت (دموکرات یا جمهوری‌خواه) تعیین می‌گردد و معمولاً با تغییر حزب ریاست جمهوری، ریاست ناسا هم تغییر می‌کند. تنها استثنائات این جریان تا کنون، موارد زیر هستند:
- توماس او. پین، که در زمان ریاست جمهوری لیندون بی. جانسون دموکرات برگزیده شد، در زمان ریاست جمهوری ریچارد نیکسون جمهوری‌خواه به عنوان ریاست ناسا باقی ماند، هرچند نیکسون تلاشی در جهت برگزیدن نامزد پیشنهادی خود انجام داد ولی شکست خورد. پین در مارس ۱۹۶۹ توسط سنا تأیید شد و در سپتامبر ۱۹۷۰ مشغول به کار شد.[۱۴]
- جیمز فلچر جمهوری‌خواه، که توسط نیکسون برگزیده شده و در آوریل ۱۹۷۱ مورد تأیید قرار گرفت، تا مه ۱۹۷۷ و در زمان ریاست جمهوری جیمی کارتر دموکرات، به عنوان رئیس ناسا باقی ماند.
- دنیل گلدین توسط جرج اچ. دابلیو بوش جمهوری‌خواه برگزیده و در تمام دوره ریاست جمهوری بیل کلینتون دموکرات، به عنوان رئیس ناسا فعالیت می‌کرد.
- رابرت لایت‌فوت جونیور، مدیر وابسته به باراک اوبامای دموکرات، در زمان ریاست جمهوری دونالد ترامپ جمهوری‌خواه و تا قبل از تأیید نامزد مورد پیشنهاد ترامپ، جیم برایدنستاین، در آوریل ۲۰۱۸، در نقش ریاست ناسا باقی ماند.[۱۵] با وجود استقلال سازمان، بقا یا توقف پروژه‌ها می‌تواند مستقیماً به خواست رئیس‌جمهور بستگی داشته باشد.[۱۶]

نخستین مدیر این سازمان، توماس کیت گلنان بود که توسط دوایت آیزنهاور جمهوری‌خواه در ۱ اکتبر ۱۹۵۸ به عنوان مدیر این سازمان منصوب شد. در طول دوره ریاست، او پروژه‌های مختلف توسعه فضایی ایالات متحده را جمع‌آوری کرد.

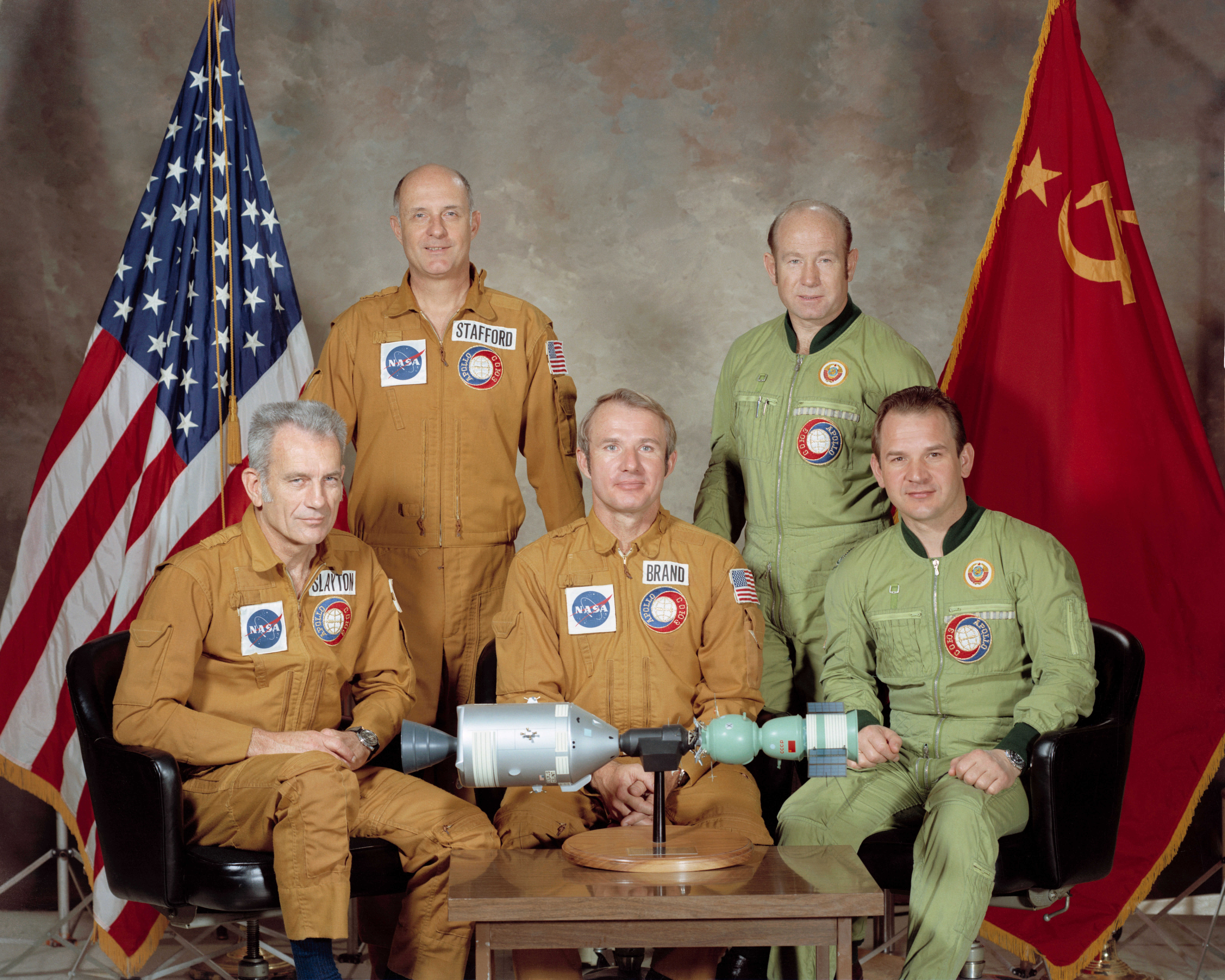
فضانوردان آپولو–سایوز با مدل‌های فضاپیما در دست: ردیف بالا از راست به چپ: الکسی لئونوف، توماس استافورد ردیف پایین از راست به چپ: والری کوباسوف، ونس براند، دیک اسلایتون

دومین مدیر ناسا، جیمز ای وبب (۱۹۶۱–۱۹۶۸)، که توسط رئیس‌جمهور جان اف. کندی برگزیده شد، فردی دموکرات بود که نخست در دوران ریاست جمهوری هری ترومن فعالیت می‌کرد. برای پیاده‌سازی برنامه فضایی آپولو و اجرایی شدن هدف کندی مبنی بر فرود روی ماه تا پایان دهه ۱۹۶۰، وبب بازسازی‌های مدیریتی و گسترش تأسیسات گسترده‌ای را اعمال کرد و مرکز فضایی جانسون و پایگاه فضایی کندی را راه‌اندازی کرد. با تکیه بر میراث کندی، رئیس‌جمهور لیندون بی. جانسون، که در نوامبر ۱۹۶۳ جایگزین کندی شد، برنامه آپولو را با نگهداری وبب در جایگاه خود ادامه داد، اما وبب در اکتبر ۱۹۶۸ و پیش از رسیدن برنامه آپولو به هدف خود، استعفا داد و ریچارد نیکسون، رئیس‌جمهور جمهوری‌خواه، توماس او. پین را جایگزین وی کرد.
جیمز فلچر، مسئول برنامه‌ریزی‌های اولیه برنامه شاتل‌های فضایی در دوران ریاستش در زمان ریاست جمهوری ریچارد نیکسون بود. دوره دوم ریاست وی بر ناسا از مه ۱۹۸۶ تا آوریل ۱۹۸۹ در دوره ریاست جمهوری رونالد ریگان برای کمک به ادامه حیات سازمان پس از انفجار فضاپیمای چلنجر ادامه یافت.
چارلز بولدن، فضانورد سابق، دوازدهمین رئیس ناسا از ژوئیه ۲۰۰۹ تا ۲۰ ژانویه ۲۰۱۷ بود. بولدن در کنار ریچارد اچ ترولی (۱۹۸۹–۱۹۹۲) و فردریک دی گریگوری (۲۰۰۵–تا کنون) یکی از سه فضانورد پیشین است که بعدتر، ریاست ناسا را بر عهده گرفته‌اند. معاون بولدن تا سپتامبر ۲۰۱۳، لری گارور بود، اما وی در ۶ سپتامبر ۲۰۱۳ استعفا داد.
مدیریت سازمان در مرکز فرماندهی ناسا در واشینگتن، دی.سی. واقع شده و تعیین جهت‌گیری کلی و هدایت سازمان را بر عهده دارد. به جز در موارد استثنا، کارمندان خدمات مدنی ناسا باید از شهروندان ایالات متحده آمریکا باشند.

## برنامه‌های پرواز فضایی
ناسا تعداد زیادی برنامه پرواز فضایی با و بدون سرنشین را در تاریخ خود به انجام رسانده است. برنامه‌های بدون سرنشین، موجب شدند تا نخستین ماهواره مصنوعی با کاربرد علمی و مخابراتی به مدار زمین فرستاده شود. این برنامه‌ها، همچنین سبب اکتشاف در منظومه شمسی شده است که با فرستادن کاوشگرهایی به زهره و مریخ آغاز شد و شامل برنامهٔ وویجر برای کاوش سیاره‌های خارجی می‌شود. برنامه‌های فضایی دارای سرنشین، موجب فرستاده‌شدن نخستین آمریکایی‌ها به مدار نزدیک زمین و برنده‌شدن در رقابت فضایی با اتحاد جماهیر شوروی، از طریق فرود دوازده انسان روی ماه از سال ۱۹۶۹ تا ۱۹۷۲ در قالب برنامه فضایی آپولو، شده است. این برنامه‌ها با همکاری کشورهای دیگری همچون روسیه، همچنین منجر به توسعه شاتل فضایی مخصوص مدار نزدیک با قابلیت مصرف دوباره و ایستگاه فضایی شده‌اند. برخی مأموریت‌ها، از جمله فضاپیمای گالیله، که ابتدا توسط فضانوردان به مدار زمین و از آن‌جا بدون دخالت انسان به مشتری رفت، شامل هر دو بخش با و بدون سرنشین بوده‌اند.

### برنامه‌های دارای سرنشین
برنامه آزمایشی ساخت هواپیما با منبع تغذیه راکت، توسط ناکا ایجاد شد و توسط ناسا برای پشتیبانی برنامه‌های دارای سرنشین، به کار گرفته شد. این برنامه، با یک برنامه ساخت کپسول فضایی تک‌نفره همراه شد و پس از آن هم برنامه‌ای برای توسعه کپسول فضایی دونفره به‌راه افتاد. در واکنش به از دست رفتن اعتبار و هراس از نبود امنیت ملی در نتیجه پیشگامی فضایی شوروی در آن زمان، جان اف. کندی هدف جاه‌طلبانه «فرود یک انسان روی ماه تا پایان [دهه ۱۹۶۰]، و بازگشت با امنیت وی به زمین» را برای ایالات متحده قرار داد. این هدف در سال ۱۹۶۹ و با برنامه آپولو محقق شد و در ادامه، ناسا اهداف جاه‌طلبانه‌تری همچون مأموریت سفر انسان به مریخ را برای خود تنظیم کرد. با این وجود، کاهش میزان تهدید و تغییر اولویت‌های سیاسی، تقریباً بلافاصله موجب لغو بیشتر این برنامه‌ها گشت. ناسا توجهش را به یک آزمایشگاه فضایی موقت منشأگرفته از آپولو و توسعه شاتل فضایی مخصوص مدار نزدیک با قابلیت استفاده مجدد معطوف کرد. در دهه ۱۹۹۰، بودجه توسعه یک ایستگاه فضایی دائمی در مدار زمین با همکاری دیگر ملل، به ناسا داده شد. روسیه، که در دوران جنگ سرد، رقیب فضایی ایالات متحده به‌شمار می‌رفت، هم در توسعه این ایستگاه نقش داشته است.

#### نورث امریکن ایکس-۱۵ (‎۱۹۶۸–۱۹۵۸)
ایکس-۱۵ یک راکت ابرصوت آزمایشی و تحقیقاتی ناسا بود که با همکاری نیروی هوایی و دریایی ایالات متحده ساخته شده بود. طرح این وسیله، شامل بدنه‌ای بلند و باریک بود که در اطراف بدنه خود، دارای پسارگیر بود و همراه با سامانه‌های کنترل رایانه‌ای اولیه و مخزن سوخت در اطراف بدنه آن طراحی شده بود. جنس بدنه این هواپیما، تیتانیم سیاه است. پیشنهادهای طراحی در ۳۰ دسامبر ۱۹۵۴ برای بدنه و ۴ فوریه ۱۹۵۵ برای موتور راکت، منتشر شدند. در سپتامبر ۱۹۵۵، قرارداد طراحی بدنه با نورث امریکن اوییشن بسته شد و در سال ۱۹۵۶، قرارداد بین ری‌اکشن موتورز و ناسا، باعث استفاده از موتور ایکس‌ال‌آر۳۰ در این هواپیما شد و با این دو قرارداد، سه فروند هواپیما ساخته شدند. یک نمونه ایکس-۱۵ از روی بال یکی از دو بوئینگ بی-۵۲ استراتوفورترس ناسا، که با نام بالز ۸ شناخته می‌شوند، برای آزمایش به پایین پرتاب شد. پرتاب در ارتفاع بالاتر از حدود ۴۵٬۰۰۰ پا (۱۴ کیلومتر) و با سرعت حدود ۵۰۰ مایل (۸۰۵ کیلومتر) در ساعت انجام شد. پهنا و ارتفاع ایکس-۱۵ به ترتیب ۱۵/۵ متر (۵۱ فوت) و ۴ متر (۱۳ فوت) و همچنین پهنای بال آن ۶/۷ متر (۲۲ فوت) و وزن ناخالص آن ۱۷٬۲۳۷ کیلوگرم (۳۸٬۰۰۰ پوند) است.
دوازده خلبان از نیروی هوایی، دریایی و ناکا (و بعدتر، ناسا) انتخاب شدند. در مجموع، ۱۹۹ پرواز بین سال‌های ۱۹۵۹ و ۱۹۶۸ انجام شد که نتیجه آن‌ها، ثبت رکورد جهانی بالاترین سرعت ثبت‌شده با هواپیمای دارای سرنشین (تا ۲۰۱۴) با حداکثر سرعت ۶٫۷۲ ماخ بود. رکورد ارتفاع ایکس-۱۵، برابر با ۳۵۴٬۰۰۰ پا (۱۰۷٫۹۶ کیلومتر) است. هشت خلبانی که توانستند در ارتفاع بالاتر از ۲۶۰٬۰۰۰ پا (۸۰ کیلومتر) پرواز کنند، مورد تقدیر قرار گرفتند و دو پرواز جوزف ای واکر از ارتفاع ۱۰۰ کیلومتر (۳۳۰٬۰۰۰ پا) هم رد شد که با توجه به معیارهای فدراسیون بین‌المللی هوانوردی، پرواز فضایی به‌شمار می‌آید. در برنامه ایکس-۱۵، از برنامه‌های فنی‌ای همچون لباس فضانوردی یا تعریف افق برای مسیریابی استفاده شد که بعدتر در دیگر مأموریت‌های دارای سرنشین ناسا به کار گرفته شدند. داده‌های ورود به جو و فرود، برای طراحی شاتل فضایی، برای ناسا اهمیت زیادی داشتند. نمونه‌ای از ایکس-۱۵ اکنون در موزهٔ ملی هوافضای اسمیتسونین در واشینگتن، دی. سی. قرار دارد.
هشت خلبان از دوازده خلبان این هواپیما توانستند خود را به فضای زیر مدار زمین برسانند و با سرعت بیش از ۶ ماخ پرواز کنند. ایکس-۱۵ نخستین وسیلهٔ نقلیه‌ای بود که توانست با سرعت مافوق صوت (بیشتر از ۵ ماخ) پرواز کند. این هواپیما پنجمین وسیلهٔ نقلیهٔ سریع با بیش‌ترین سرعت آن ۷٬۲۷۴ کیلومتر بر ساعت (۴٬۵۲۰ مایل بر ساعت) است و تا ارتفاع ۱۰۸ کیلومتر (۶۷ مایل) بالاتر از سطح زمین رسیده است.

#### پروژهٔ مرکوری (‎۱۹۶۳–۱۹۵۸)
پروژهٔ مرکوری نخستین مأموریت فضایی دارای سرنشین ناسا بود. با فاصله کمی از شروع رقابت فضایی، یکی از اهداف اولیه، قرار گرفتن یک انسان در مدار زمین در اولین فرصت ممکن بود. با توجه به این موضوع، ساده‌ترین فضاپیمای با قابلیت پرتاب، برای انجام مأموریت انتخاب شد. برنامه ام‌آی‌اس‌اس نیروی هوایی ایالات متحده برای طراحی بسیاری از فضاپیماهای دارای سرنشین از جمله هواپیماهای راکتی مثل ایکس-۱۵ یا کپسول‌های فضایی کوچک بالستیک به کار رفته بود. تا سال ۱۹۵۸، طرح‌های هواپیمای فضایی لغو شده و کپسول فضایی بالستیک، جایشان را گرفته بود.
ناسا در همان سال تأسیس شد و برنامه نیروی هوایی هم با انتقال به ناسا، «پروژه مرکوری» نام گرفت. هفت فضانورد از میان نامزدان از نیروی دریایی، نیروی هوایی و تفنگداران انتخاب شدند. پروازهای فضایی مرکوری به‌طور کلی شامل دو دسته بود: «فضاپیماهای رادستون» برای پروازهای زیر مداری و «فضاپیماهای اطلس» برای پروازهای مداری طراحی شده بودند. در ۵ مه ۱۹۶۱، آلن شپارد در مأموریت مرکوری-رادستون ۳ و در مدت پرواز ۱۵ دقیقه پرواز بالستیک، به عنوان نخستین آمریکایی به فضا رفت. جان گلن، نخستین شخص آمریکایی بود که به مدار زمین رسید. این مأموریت، با نام مرکوری-اطلس ۶، در ۲۰ فوریه ۱۹۶۲ و با اطلس ال‌وی-۳بی انجام شد و گلن توانست در آن، سه بار مدار زمین را طی کند. پس از این مأموریت، سه پرواز مداری دیگر هم انجام شدند که مأموریت مرکوری-اطلس ۹ در ‎۱۵–۱۶ مه ۱۹۶۳ و با همراهی گوردون کوپر و ۲۲ بار طی کردن مدار زمین، بیشترین رکورد آن‌ها محسوب می‌شود. کاترین جانسون، مری جکسون و دوروثی وان، سه اپراتوری بودند که محاسبات مسیریابی را در دوران رقابت فضایی انجام می‌دادند. کاترین جانسون به دلیل انجام محاسبات مسیریابی برای مأموریت جان گلن در سال ۱۹۶۲، که در آن، همزمان با رایانه، همان محاسبات را روی کاغذ هم می‌نوشت، شناخته شده است.
اتحاد جماهیر شوروی، توسعه فضاپیمای تک‌نفره خودش، پروژه وستوک، را به پایان رساند. با فرستادن یوری گاگارین به مدار زمین در مأموریت وستوک-۱ در آوریل ۱۹۶۱، شوروی، یک ماه زودتر از آمریکا یک انسان را به فضا فرستاد و تبدیل به اولین کشوری شد که قابلیت فرستادن انسان به فضا را پیدا کرده بود. در اوت ۱۹۶۲، شوروی توانست یک پرواز تقریباً چهار روزه را با استفاده از وستوک ۳ و با همراهی آندریان نیکولایف به ثبت برساند و همچنین، همزمان با آن، توانست وستوک ۴ را بسازد. از این فضاپیما برای حمل پاول پوپوویچ استفاده شد.

#### پروژهٔ جمینای (‎۱۹۶۶–۱۹۶۲)
بر اساس تحقیقات انجام‌گرفته در جهت توسعه قابلیت‌های فضانورد مرکوری به پروازهای طولانی‌مدت، میعادگاه فضایی و فرود دقیق روی زمین، پروژه جمینای در ۱۹۶۲ با دو نفر و برای کم کردن فاصله با شوروی و پشتیبانی از برنامه فرود روی ماه آپولو راه‌اندازی شد. از اهداف این پروژه، رسیدن به راهپیمایی فضایی، میعادگاه فضایی و اتصال و پهلوگیری بود. نخستین پرواز دارای سرنشین این پروژه، جمینای ۳، توسط گاس گریسوم و جان یانگ در ۲۳ مارس ۱۹۶۵ انجام شد. تا سال ۱۹۶۵ و ۱۹۶۶، نه مأموریت در قالب این پروژه انجام گرفت که شامل مأموریت‌های استقامت چهارده‌روزه، میعادگاه، اتصال و پهلوگیری و جمع‌آوری داده‌های پزشکی در حالت بی‌وزنی انسان بود. جیمز مک‌دیویت و ادوارد هیگینز ویت که فضانوردان جمینای ۴ (پرتاب: ۳ ژوئن ۱۹۶۵؛ فرود: ۷ ژوئن ۱۹۶۵) بودند، نخستین راهپیمایی فضایی آمریکا را انجام‌دادند.
شوروی در زمان قرارگرفتن نیکیتا خروشچف در مقام نخست‌وزیر این کشور، با تبدیل فضاپیماهای وستوک به وسخودهای ۲ یا ۳ نفره، به رقابت با جمینای پرداخت. شوروی موفق شد تا پیش از نخستین پرواز جمینای، دو مأموریت دارای سرنشین را انجام دهد. نخستین پرواز سه‌سرنشین شوروی در ۱۹۶۴ انجام گرفت و نخستین راهپیمایی فضایی این پروژه هم در ۱۸ مارس ۱۹۶۵ انجام شد؛ وسخود-۲ به فرماندهی پاول بلیایف و خلبانی الکسی لئونوف به فضا پرتاب‌شد و لئونوف به مدت ۱۰ دقیقه راهپیمایی فضایی کرد و نخستین راهپیمایی فضایی بشر به وقوع پیوست. پس از آن، این برنامه لغو شد و جمینای پیشرفت کرد. سرگئی کارالیوف هم فضاپیمای سایوز را در واکنش به آپولو توسعه داد.
هدف اصلی جمینای، آزمودن تجهیزات و روش‌های مأموریت و آموزش فضانوردان برای مأموریت‌های آیندهٔ پلوتو بود. از اهداف کلی این پروژه می‌توان به پروازهای طولانی مدت (از ۵ ساعت تا ۱۴ روز)، آزمایش توانایی مانور فضاپیما، اتصال و پهلوگیری فضاپیماها در مدار زمین و آزمودن عملیات فضایی خارج از فضاپیما اشاره نمود. این پروژه که پل ارتباطی میان پروژه‌های مرکوری و آپولو بود، شامل ۱۲ فضاپیما می‌شد که ۲ تا از آن‌ها بدون سرنشین بود. برای این پروژه حدود ۱/۲۸ میلیارد دلار هزینه شد.

#### پروژهٔ آپولو (‎۱۹۷۲–۱۹۶۱)

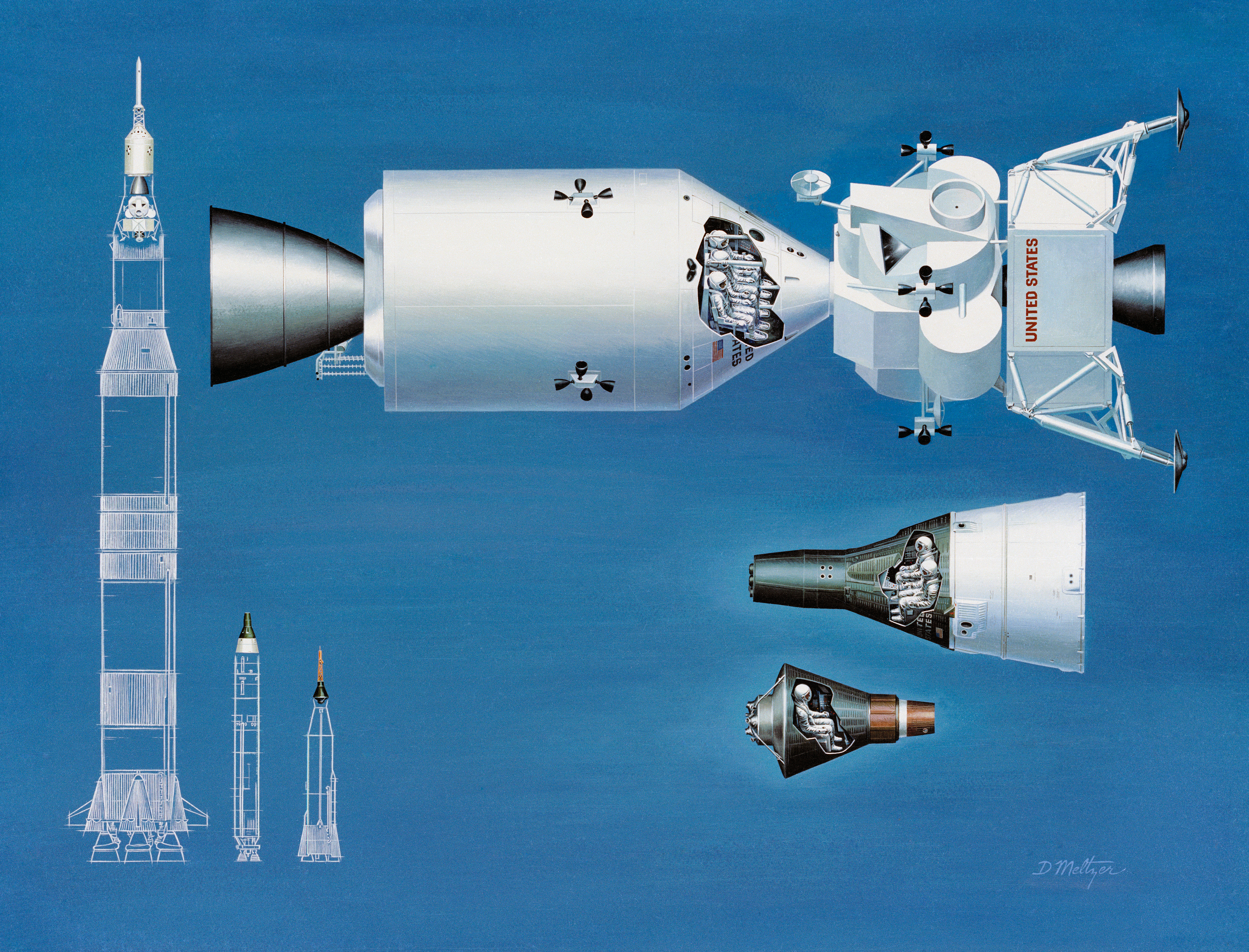
مقایسهٔ موشک‌ها و فضاپیماهای آپولو (بزرگ‌ترین)، جمینای (اندازهٔ میانی) و مرکوری (کوچک‌ترین)

آگاهی‌یافتن جامعه ایالات متحده از پیشگامی شوروی در رقابت فضایی و فرستادن نخستین انسان به فضا، رئیس‌جمهور جان اف. کندی را تشویق کرد تا در ۲۵ مه ۱۹۶۱ درخواستی را به کنگره ارائه داده و دولت فدرال را ملزم به فرود یک انسان روی ماه تا پایان دهه ۱۹۶۰ میلادی کند. این تلاش‌ها، در نهایت منجر به برنامه فضایی آپولو شد.

آپولو یکی از پرهزینه‌ترین برنامه‌های علمی تاریخ آمریکا است. در دهه ۱۹۶۰، این برنامه بیش از ۲۰ میلیارد دلار هزینه داشت که با احتساب تورم، تقریباً برابر ۲۱۸ میلیارد دلار امروز است. برای مقایسه، هزینه پروژه منهتن با احتساب تورم تقریباً برابر ۲۷٫۸ میلیارد دلار است. راکت ساترن وسیله پرتاب پروژه آپولو بود که نسبت به راکت‌های پیشین، اندازه بسیار بزرگ‌تری داشت. فضاپیمای مورد استفاده هم بزرگ‌تر بود و از دو قسمت اصلی سفینه فرماندهی و خدمات آپولو و ماه‌نشین آپولو تشکیل‌شده بود. قرار بود ماه‌نشین روی ماه بماند و سفینه فرماندهی، تنها بخشی بود که در نهایت به زمین برمی‌گشت.
در دسامبر ۱۹۶۸، فضانوردان برای اولین بار با آپولو ۸ دور ماه سفر کردند. اندکی پیش از آن، شوروی یک مأموریت بدون سرنشین دور ماه را انجام داده بود. در دو مأموریت بعد، مانورهای پهلوگیری، که برای فرود روی ماه موردنیاز بودند، آموزش داده شد و در نهایت، آپولو ۱۱ در ژوئیه ۱۹۶۹ روی ماه فرود آمد.
نیل آرمسترانگ نخستین انسانی بود که روی ماه ایستاد. باز آلدرین پس از ۱۹ دقیقه به او پیوست و مایکل کولینز هم در مدار ماه باقی ماند. آپولو ۱۲ نیز مانند آپولو ۱۱ موفقیت‌آمیز بود و طی آن پیت کنراد و آلن بین بر ماه گام نهادند. اما آپولو ۱۳ که حامل سه فضانورد به نام‌های جیم لوول، جک اسویگرت و کن متینگلی بود، نتوانست به ماه برسد. فضانوردان در شب ۱۳ آوریل در حالی که ۳۲۲٬۰۰۰ کیلومتر (۲۰۰٬۰۰۰ مایل) از زمین فاصله داشتند و در نزدیکی کرهٔ ماه بودند، فضاپیما هشدار داد که فشار مخزن هیدروژن کم است. سرانجام فضانوردان وادار شدند که به کرهٔ زمین بازگردند.

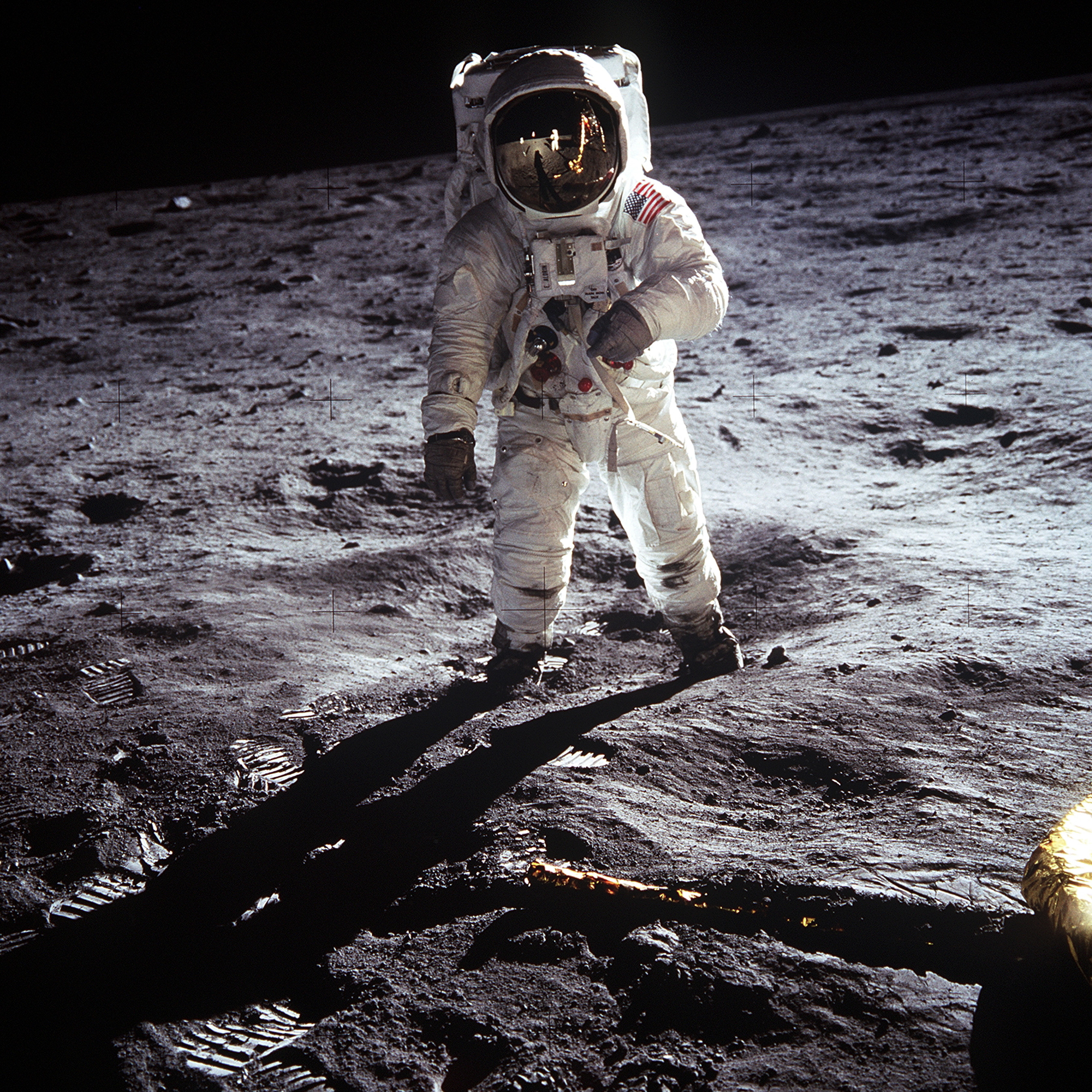
نگاره‌ای تاریخی از باز آلدرین در سطح ماه طی مأموریت آپولو ۱۱. بر روی کلاه شیشه‌ای او نیل آرمسترانگ دیده می‌شود.

پنج مأموریت بعدی آپولو هم باعث فرود فضانوردان روی ماه شد که آخرین آن‌ها آپولو ۱۷ بود و در دسامبر ۱۹۷۲ انجام شد. در جریان این شش مأموریت، دوازده انسان روی ماه قدم گذاشتند. از آن زمان تا کنون، هیچ انسان دیگری روی ماه قدم نگذاشته است. نتیجه این مأموریت‌ها، داده‌های علمی گسترده و ۳۸۱٫۷ کیلوگرم (۸۴۲ پوند) نمونه از ماه بود. آزمایش‌های انجام‌شده شامل مکانیک خاک، شهاب‌واره، لرزه‌شناسی، انتقال گرما، آزمایش فاصله‌سنجی لیزری قمری، میدان مغناطیسی و باد خورشیدی بود.
این پروژه یکی از معروف‌ترین مأموریت‌های علمی تاریخ آمریکا و جهان بود که طی آن ۱۲ انسان با ۶ فضاپیما (آپولو ۱۱: نیل آرمسترانگ و باز آلدرین، آپولو ۱۲: پیت کنراد و آلن بین، آپولو ۱۴: آلن شپارد و ادگار میچل، آپولو ۱۵: دیوید اسکات و جیمز بنسن اروین، آپولو ۱۶: جان یانگ و چارلز دوک، آپولو ۱۷: یوجین کرنان و هریسون اشمیت) بر کرهٔ ماه گام نهادند. همهٔ فضاپیماهای این پروژه با موشک ساترن ۵ از پایگاه فضایی کندی به فضا پرتاب می‌شدند. در طول این پروژه، ابتدا طی ۲٫۵ دقیقه، فشاری ۷٫۶ میلیون پوندی بر فضاپیما وارد می‌شد تا فضاپیما با سرعت ۹٬۶۰۰ کیلومتر بر ساعت (۶٬۰۰۰ مایل بر ساعت)، ۶۵ کیلومتر (۴۰ مایل) از سطح دریا فاصله بگیرد. هزینهٔ پروژهٔ آپولو در کل ۲۰٬۴۴۳٬۶۰۰٬۰۰۰ دلار بود.
آپولو سبب پدید آمدن چندین نقطه عطف در پروازهای فضایی دارای سرنشین شد. آپولو تا امروز تنها پروژه‌ای است که مأموریت دارای سرنشین فراتر از مدار نزدیک زمین انجام داده و انسان را روی جرم آسمانی دیگری فرود آورده است. آپولو ۸ نخستین فضاپیمای دارای سرنشین بود که دور جرم آسمانی دیگری حرکت می‌کرد و آپولو ۱۷ هم آخرین راه‌پیمایی روی ماه و آخرین مأموریت دارای سرنشین فراتر از مدار نزدیک زمین تا امروز است. این برنامه موجب پدید آمدن پیشرفت‌هایی در زمینه‌های مختلف فناوری در حوزه علوم موشک و پروازهای فضایی دارای سرنشین، از جمله اویونیک، مخابرات و رایانه‌ها، شد. آپولو آغازگر توجه به بسیاری از حوزه‌های مهندسی بود و تجهیزات فیزیکی و ماشین‌های زیادی را برجا گذاشت. بسیاری از اشیاء و دست‌سازه‌های این برنامه در مکان‌های متفاوتی در سراسر جهان به‌نمایش گذاشته‌شده‌اند که از مهم‌ترین این مکان‌ها می‌توان موزه ملی هوافضای اسمیتسونین را نام برد.

#### اسکای‌لب (‎۱۹۷۹–۱۹۶۵)

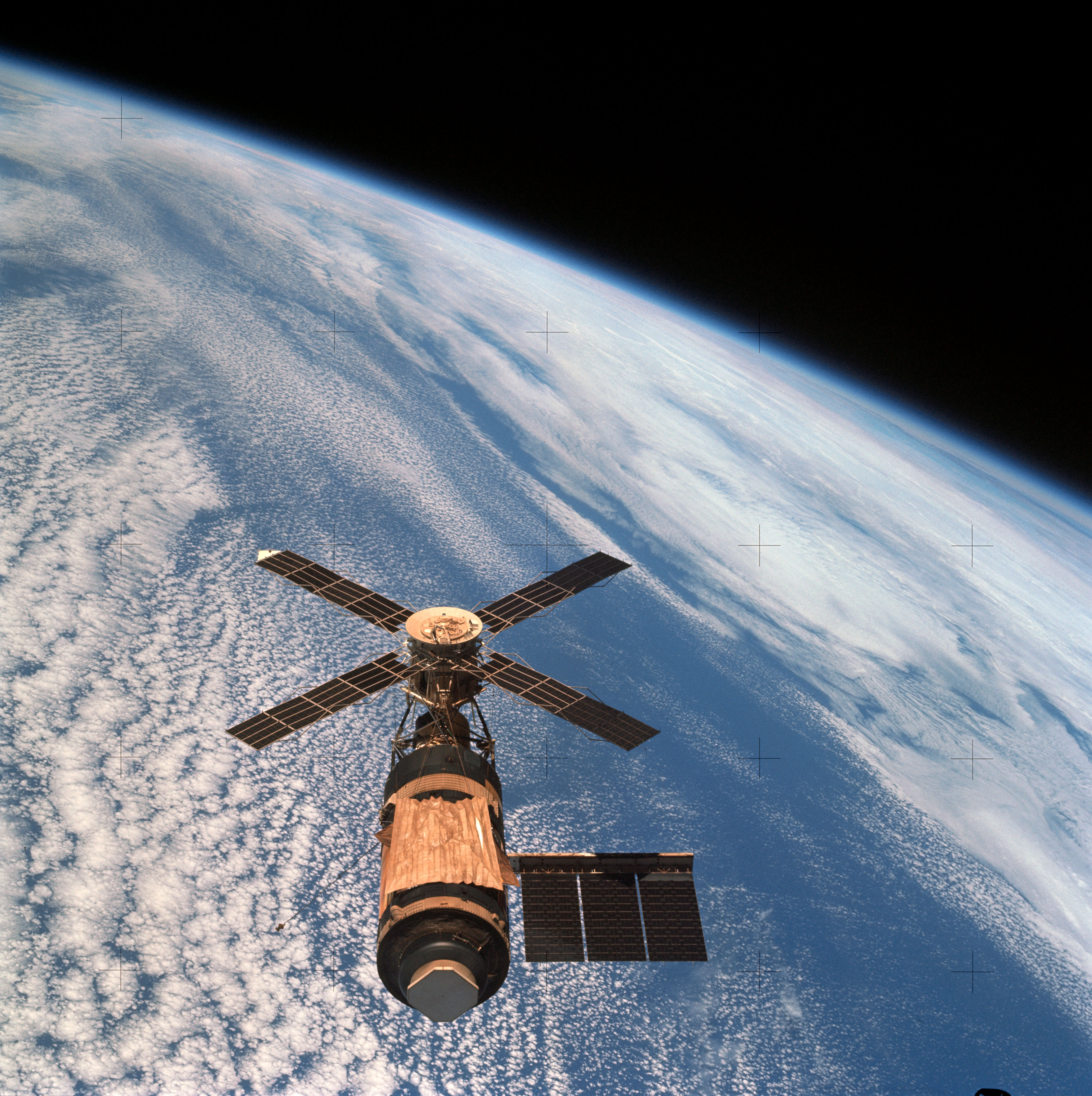
اسکای‌لب بر فراز زمین در سال ۱۹۷۴

اسکای‌لب نخستین و تنها ایستگاه فضایی آمریکا بود که منحصراً توسط این کشور ساخته‌شده بود. این مدارگرد بزرگ بدون سرنشین که بالای آخرین موشک ساترن ۵ ناسا نصب شده بود، در ۱۴ مه ۱۹۷۳ به فضا پرتاب‌شد. نخستین بار سه سرنشین پروژهٔ آپولو درون این ایستگاه فضایی، از ماه مه ۱۹۷۳ تا فوریهٔ ۱۹۷۴ (به مدت ۱۷۱ روز) حدود ۳۰۰ آزمایش علمی پیشگامانه انجام‌دادند. این پروژه راه را برای پروازهای طولانی‌مدت بشر و طراحی و پرتاب ایستگاه فضایی بین‌المللی هموار کرد. درون اسکای‌لب به اندازهٔ یک خانهٔ سه خوابه و بسیار بزرگ‌تر از کپسول کوچک آپولو بود. پهنای این ایستگاه ۲۶/۳ متر (۸۶/۳ فوت) و قطر آن ۷/۴ متر (۲۴/۳ فوت) بود و وزن آن ۷۷٬۰۸۸ کیلوگرم (۱۶۹٬۹۵۰ پوند) بود. اسکای‌لب در مدار ۴۳۵ کیلومتری (۲۳۵ مایل دریایی) زمین و با زاویه °۵۰ نسبت به استوا قرار گرفت. اسکای‌لب با ازبین‌رفتن محافظ گرمایی و یک پنل خورشیدی تولیدکننده برق، هنگام پرتاب آسیب دید و بعدتر توسط اولین گروه خدمهٔ ساکن ایستگاه تعمیر شد و کارکرد خود را بازیافت. اسکای‌لب در سال‌های ۱۹۷۳ و ۱۹۷۴ و به‌مدت ۱۷۱ روز پیاپی توسط ۳ گروه خدمه مورد استفاده قرار گرفت. اسکای‌لب همچنین دارای یک آزمایشگاه برای تحقیق روی تأثیرها ریزگرانش و یک رصدخانه بود. ناسا قصد داشت تا از یک شاتل فضایی برای افزایش ارتفاع اسکای‌لب و رساندن آن به ارتفاع امن استفاده کند، اما این شاتل قبل از بازگشت اسکای‌لب در ۱۱ ژوئیه ۱۹۷۹ آماده نشد.
دومین گروه فضانوردان اسکای‌لب به رهبری آلن بین که پیش از آن بر ماه گام نهاده‌بود، به این ایستگاه رفتند. به غیر از دو گروه نخست و دوم، گروه سوم فضانوردان نیز به اسکای‌لب رفتند و این پروژه در کل سه گروه فضانورد داشت. سرانجام در ۱۱ ژوئیهٔ ۱۹۷۹، اسکای‌لب دچار یک مشکل شد و ناسا کوشید تا به بهترین شکل اسکای‌لب را روی زمین فرود بیاورد. اما در اثر یک اشتباه ریاضیاتی، قطعات اسکای‌لب در استرالیا سقوط کرد، اما کسی آسیب ندید. پایان کار اسکای‌لب موجب توقف ناسا در پروازهای فضایی طولانی‌مدت شد.
برای صرفه‌جویی در هزینه‌ها، ناسا برای پرتاب اسکای‌لب از یکی از موشک‌های ساترن ۵ استفاده کرد که در اصل برای یکی از مأموریت‌های لغو شدهٔ آپولو اختصاص داده‌شده بود. از فضاپیمای آپولو برای جابجایی فضانوردان بین زمین و ایستگاه استفاده شد. سه گروه خدمه سه‌نفره به مدت ۲۸، ۵۹ و ۸۴ روز در اسکای‌لب حضور یافتند. حجم قابل‌سکونت اسکای‌لب، ۱۱٬۲۹۰ فوت مکعب (۳۲۰ متر مکعب) بود؛ این میزان ۳۰٫۷ بار بزرگ‌تر از سفینه فرماندهی و خدمات آپولو است.

#### پروژهٔ آزمایشی آپولو–سایوز (‎۱۹۷۵–۱۹۷۲)
ریچارد نیکسون، رئیس‌جمهور وقت ایالات متحده، و آلکسی کاسیگین، نخست‌وزیر وقت شوروی، در ۲۴ مه ۱۹۷۲ توافقی را برای انجام یک مأموریت فضایی مشترک امضا کردند و اعلام داشتند که تمام فضاپیماهای دارای سرنشین بین‌المللی در آینده خواهند توانست در کنار یکدیگر پهلو بگیرند. این توافق منجر به پروژه آزمایشی آپولو–سایوز شد. این پروژه شامل میعادگاه فضایی و پهلوگیری در مدار زمین با کمک یک سفینه فرماندهی و خدمات آپولو اضافی و یک فضاپیمای سایوز بود. این مأموریت در ژوئیه ۱۹۷۵ انجام شد. این پروژه، آخرین پرواز فضایی دارای سرنشین ایالات متحده تا آوریل ۱۹۸۱ بود.
پروژهٔ آپولو–سایوز از پایگاه فضایی بایکونور در قزاقستان آغاز شد و سایوز ۱۹ حامل سه فضانورد به نام‌های الکسی لئونوف و والری کوباسوف در ۱۵ ژوئیهٔ ۱۹۷۵ ساعت ۸:۲۰ به منطقهٔ زمانی شرقی از این پایگاه فضایی به فضا پرتاب‌شد. چند ساعت بعد، آپولو حامل سه فضانورد به نام‌های توماس استافورد، ونس براند و دیک اسلایتون در ساعت ۱۵:۵۰ از پایگاه فضایی کندی به فضا پرتاب‌شد. دو فضاپیما چند بار در فضا پهلو گرفتند و سایوز ۱۹ در ۲۱ ژوئیه و آپولو در ۲۴ ژوئیه در اقیانوس آرام فرود آمد.
این مأموریت شامل آزمایش‌های مشترک و غیرمشترک بود و تجربه مهندسی مفیدی را برای پروژه‌های مشترک آینده آمریکا و روسیه در زمینه پروازهای فضایی فراهم آورد. پروژه‌هایی مثل پروژهٔ شاتل-میر و ایستگاه فضایی بین‌المللی، از نتایج پروژه آزمایشی آپولو–سایوز بوده‌اند.

#### پروژهٔ شاتل فضایی (‎۲۰۱۱–۱۹۷۲)

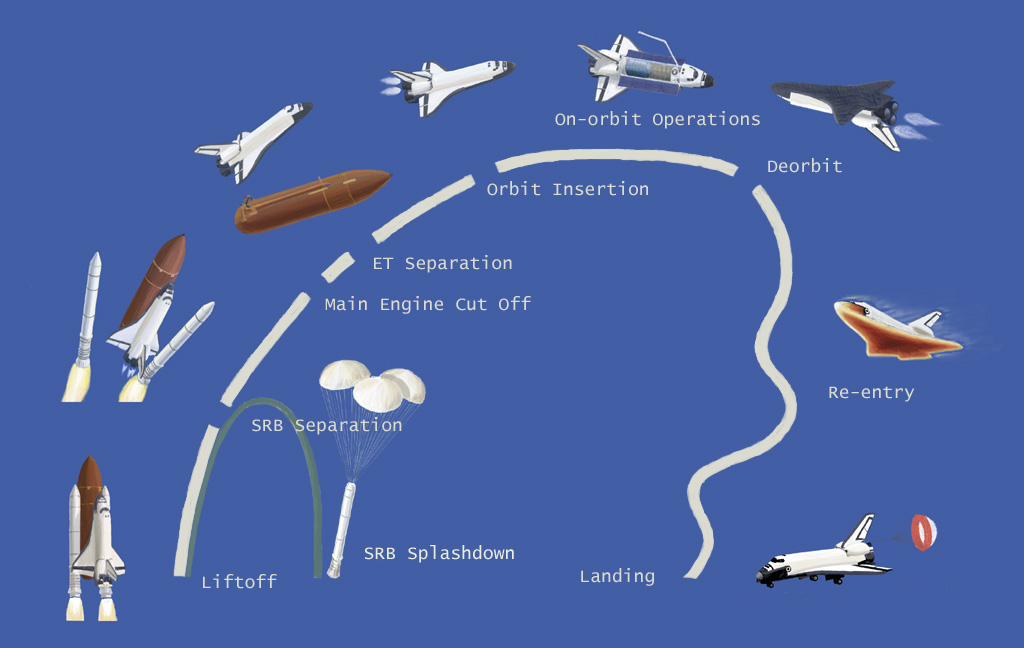
مراحل مأموریت شاتل فضایی (از چپ به راست)

شاتل‌های فضایی، فضاپیماهایی بودند که عمدتاً قابلیت استفادهٔ مجدد داشتند و با موشک به مدار زمین پرتاب می‌شدند و مردم و کالاها را حمل و نقل می‌کردند. این شاتل‌ها، تمرکز اصلی ناسا در اواخر دهه ۱۹۷۰ و دهه ۱۹۸۰ بودند. نام رسمی این پروژه، «سیستم حمل و نقل فضایی» (به انگلیسی: Space Transportation System) و مخفف آن «اس‌تی‌اس» (به انگلیسی: STS) است. نخستین شاتل فضایی، شاتل کلمبیا در پرواز اس‌تی‌اس-۱ بود که در ۱۲ آوریل ۱۹۸۱، بیستمین سالگرد نخستین پرواز فضایی انسان، به فضا پرتاب شد.

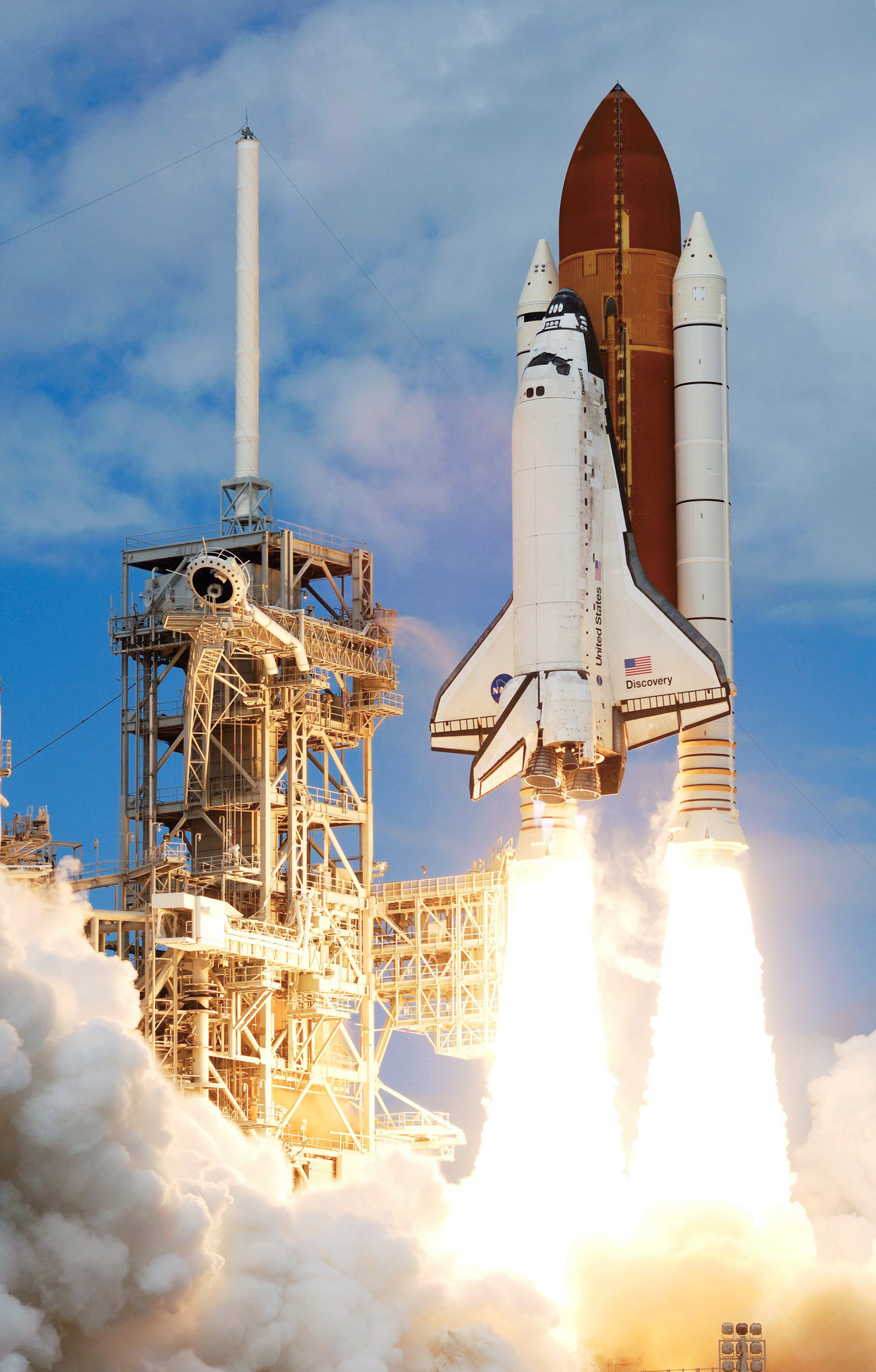
پرتاب شاتل فضایی دیسکاوری در پرواز اس‌تی‌اس-۱۲۰ در ۲۳ اکتبر ۲۰۰۷

شاتل فضایی از سه جزء یا بخش ساخته شده بود: دو موشک سوخت جامد برای پرتاب شدن شاتل، مخزن سوخت خارجی که سوخت را برای پرتاب شدن شاتل حمل می‌کرد و مدارگرد که فضانوردان و بارها را حمل می‌کرد. مخزن سوخت، که از خود مدارگرد بزرگ‌تر است، تنها بخش اصلی بود که نمی‌شد آن را مورد استفاده مجدد قرار داد. مدارگرد شامل سه موتور بود که پشت بدنهٔ شاتل قرار داشت و پهنای هر موتور ۴/۳ متر (۱۴ فوت)، قطر آن ۳/۲ متر (۷/۵ فوت) و وزن آن حدود ۳٬۰۳۹ (۶٬۷۰۰ پوند) بود. این موتورها هیدروژن و اکسیژن مایع را می‌سوزاندند که این سوخت به نسبت ۶ به ۱ در مخزن خارجی ذخیره می‌شد. شاتل‌ها می‌توانستند تا حداکثر ۲۴٬۴۰۰ کیلوگرم (۵۳٬۷۹۳ پوند) بار را حمل کنند و قادر بودند در ارتفاع ۱۸۵–۶۴۳ کیلومتری (۱۱۵–۴۰۰ مایل) قرار بگیرند. مأموریت‌ها در ۵ تا ۱۷ روز انجام می‌گرفت و خدمه هر مأموریت بین ۲ تا ۸ فضانورد بود.

می جمیسون در حال کار در آزمایشگاه فضایی در سال ۱۹۹۲. آزمایشگاه فضایی از اصلی‌ترین همکاری‌های ناسا با آژانس فضایی اروپا بود.

در سال ۱۹۷۳، پیش‌بینی ناسا بر آن بود که به ۶ گردونه نیاز دارد. در آن زمان، آژانس فضایی اروپا یک گردونه به ناسا هدیه کرد و در عوض از ناسا خواست که به دانشمندان خود (سازمان فضایی اروپا) فرصت دهد تا در مراسم افتتاحیه با شاتل پرواز کنند. شاتل فضایی در ۲۰ مأموریت (۱۹۸۳–۱۹۹۸) آزمایشگاه فضایی، که با همکاری آژانس فضایی اروپا ساخته شده بود، را حمل می‌کرد. آزمایشگاه فضایی برای پرواز مداری مستقل طراحی نشده بود، اما در انبار شاتل باقی ماند و فضانوردان از راه یک هوابند به آن دسترسی داشتند. در ۱۸ ژوئن ۱۹۸۳، سالی راید به‌عنوان نخستین فضانورد زن آمریکایی، با شاتل چلنجر و در مأموریت اس‌تی‌اس-۷ به فضا رفت. یکی دیگر از مجموعه مأموریت‌های شاتل، پرتاب و سپس تعمیر موفق مشکلات نوری تلسکوپ فضایی هابل در سال‌های ۱۹۹۰ و ۱۹۹۳ بود.
در ژوئیهٔ ۱۹۹۲، ناسا و سازمان فضایی فدرال روسیه نخستین بار بر سر اتصال شاتل فضایی و ایستگاه فضایی میر به توافق رسیدند. هدف این برنامه تقویت همکاری ناسا و سازمان فضایی اروپا و به اشتراک‌گذاری تجربیات پروازهای طولانی‌مدت میان روسیه و ایالات متحدهٔ آمریکا بود. نخستین پرتاب برنامهٔ شاتل–میر در سال ۱۹۹۵ انجام‌شد. فضانوردان ناسا در طول این برنامه بیش از ۱٬۰۰۰ روز در فضا به سر بردند. در این برنامه، باری دیگر یک فضاپیمای آمریکایی در کنار ایستگاهی روسی پهلو گرفت؛ این همکاری میان ایالات متحده و روسیه در ساخت بزرگ‌ترین ایستگاه فضایی هم ادامه‌یافت. اهمیت این همکاری زمانی آشکار شد که ناسا در هنگام دوره سه‌ساله زمین‌گیر شدن ناوگان شاتل پس از فاجعه شاتل فضایی کلمبیا در سال ۲۰۰۳، از موشک‌های ساخت روسیه برای خدمت‌رسانی به ایستگاه فضایی بین‌المللی استفاده کرد.
در ۲۸ ژانویهٔ ۱۹۸۶، فضاپیمای چلنجر برای دهمین بار به فضا پرتاب‌شد و ۷۳ ثانیه پس از پرتاب، منفجر شد و ۷ فضانورد آن جان باختند. در ۱ فوریهٔ ۲۰۰۳ نیز شاتل فضایی کلمبیا که در حال بازگشت به زمین بود، در جو زمین منفجر شد و ۷ فضانورد آن جان باختند. از دست رفتن نخستین فضاپیما با ساخت فضاپیمای اندور از قطعات باقی‌مانده آن تا حدودی جبران شد، اما ناسا فضاپیمای دیگری برای جبران دومین فضاپیمای ازدست‌رفته نساخت. برنامه شاتل فضایی ناسا در کل شامل ۱۳۵ پرواز فضایی بود که آخرین آن اس‌تی‌اس-۱۳۵ با شاتل فضایی آتلانتیس بود که در ۸ ژوئیهٔ ۲۰۱۱ از مرکز فضایی کندی به فضا پرتاب شده و در ۲۱ ژوئیه با موفقیت فرود آمد. این برنامه ۳۰ سال طول کشید و بیش از ۳۰۰ فضانورد در آن به فضا رفتند.

#### ایستگاه فضایی بین‌المللی (۱۹۹۸–اکنون)

ساخت و اتصال قطعات ایستگاه فضایی بین‌المللی

ایستگاه فضایی بین‌المللی (به انگلیسی: Intertanional Space Station) به صورت مخفف «آی‌اس‌اس» (به انگلیسی: ISS) پیچیده‌ترین مجموعهٔ علمی بین‌المللی در تاریخ بشریت و بزرگ‌ترین سازه‌ای است که بشر تا کنون در فضا جا داده است. این ایستگاه از ترکیب پروژه ایستگاه فضایی رهایی ناسا، ایستگاه میر-۲ شوروی/روسیه، کلمبوس اروپا و آزمایشگاه فضایی کیبوی ژاپن به وجود آمد. برنامهٔ اصلی ناسا در دهه ۱۹۸۰، توسعه رهایی بود؛ اما محدودیت در بودجهٔ ایالات متحده باعث ادغام این پروژه‌ها در برنامه‌ای چندملیتی در سال ۱۹۹۳ و با مدیریت ناسا، سازمان فضایی فدرال روسیه، آژانس کاوش‌های هوافضای ژاپن، آژانس فضایی اروپا و آژانس فضایی کانادا شد. این ایستگاه از قطعات فشار بالا، خرپاهای بیرونی، سامانه‌های فتوولتاییک و اجزای دیگری تشکیل‌شده بود که با موشک‌های پروتون و سایوز روسی و شاتل‌های آمریکایی پرتاب می‌شدند. ایستگاه فضایی بین‌المللی امروزه در مدار نزدیک زمین به کار ادامه می‌دهد و قطعات جدید، به این ناحیه ارسال می‌شود. در سال ۲۰۰۸، آزمایشگاه فضایی دو میلیارد دلاری کلمبوس به ایستگاه فضایی بین‌المللی افزوده شد. این آزمایشگاه برای آزمایش‌های خانگی، دانش‌ها و علوم زندگی و فیزیک سیالات طراحی شده بود. پیش‌بینی شده است که قسمت بعدی ایستگاه تا ۱۵ سپتامبر ۲۰۱۹ با موشک فالکن ۹ ارسال شده و روی ایستگاه نصب شود. مالکیت و استفاده از ایستگاه فضایی در معاهدات و توافق‌های بین‌دولتی مشخص شده که ایستگاه را به دو قسمت تقسیم کرده است و به روسیه اجازه پس‌گرفتن مالکیت کامل بخش مداری روسی، به جز زاریا، را می‌دهد و بخش مداری ایالات متحده هم به دیگر شرکای بین‌المللی اختصاص داده شده است. این سازهٔ بزرگ آزمایشگاهی برای فناوری‌های جدید و سازه‌ای برای رصدهای نجومی، زمین‌شناسی و زیست‌محیطی است. ایستگاه فضایی بین‌المللی در ارتفاع متوسط ۴۰۰ کیلومتر (۲۴۸ مایل) بالاتر از سطح زمین قرار دارد و در هر ۹۰ دقیقه کرهٔ زمین را با سرعت ۲۸٬۰۰۰ کیلومتر بر ساعت (۱۷٬۵۰۰ مایل بر ساعت) دور می‌زند. این ایستگاه فضایی در هر روز فاصلهٔ رفت و برگشت میان کرهٔ زمین و ماه را در فضا می‌پیماید.

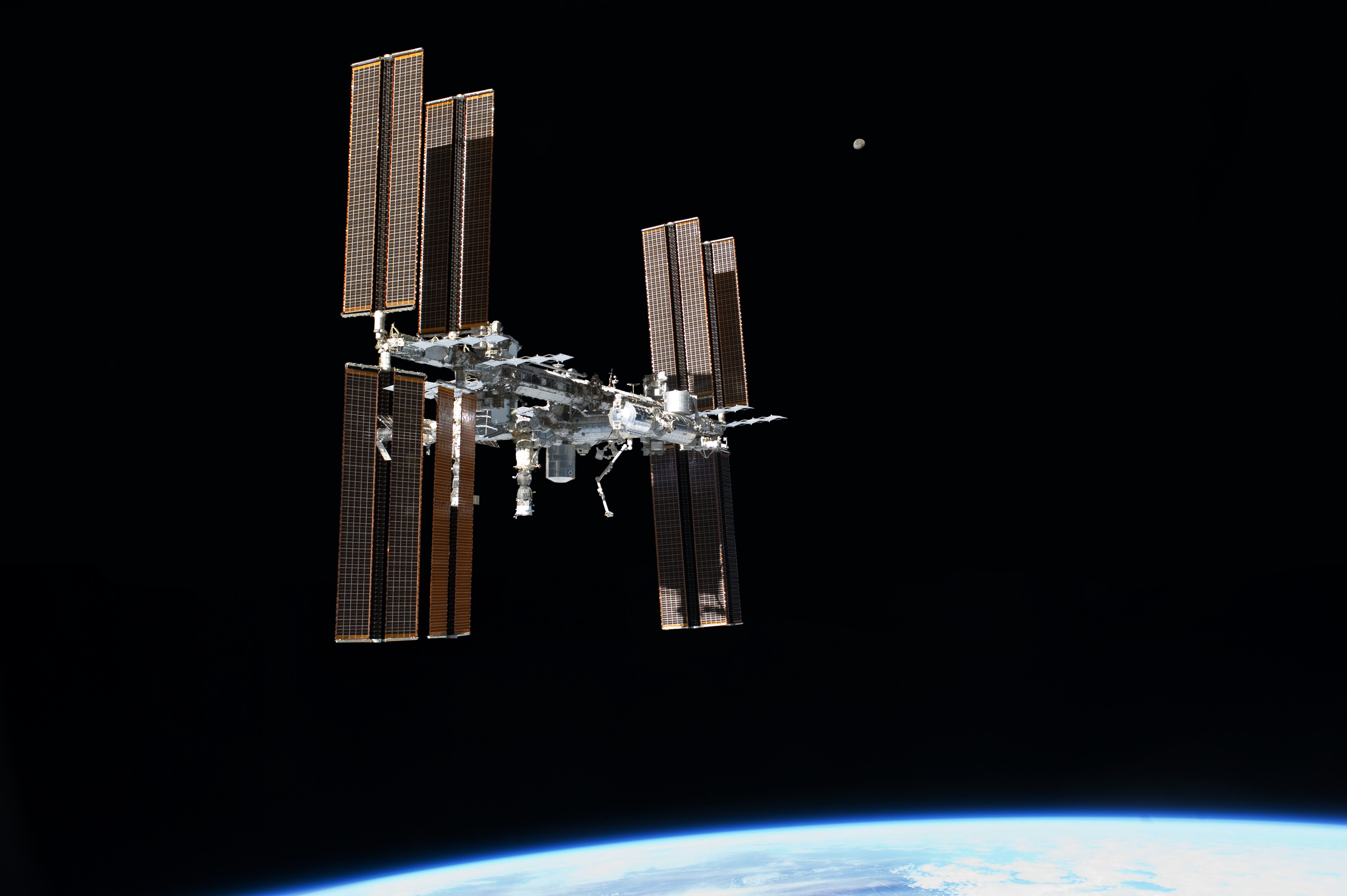
ایستگاه فضایی بین‌المللی در دوران آخرین مأموریت شاتل‌ها

مأموریت‌های طولانی‌مدت به ایستگاه فضایی بین‌المللی با نام اردو شناخته می‌شوند. اعضای هر اردو معمولاً به مدت تقریبی شش ماه در این ایستگاه باقی می‌مانند. اندازه اولیه گروه اردو سه نفر بود که در پی فاجعه شاتل کلمبیا موقتاً به دو نفر کاهش یافت. اعضای هر اردو از مه ۲۰۰۹ برابر شش نفر است. آی‌اس‌اس در ۲۴ سال و ۲۶۵ روز گذشته مداوماً مورد استفاده بوده و از این لحاظ، رکورد ایستگاه فضایی میر را شکسته است. آی‌اس‌اس میزبان فضانوردانی با ۱۵ ملیت مختلف بوده است.
این ایستگاه از روی زمین و با چشم غیرمسلح قابل‌مشاهده است. از سال ۲۰۱۹، آی‌اس‌اس تبدیل به بزرگ‌ترین قمر مصنوعی در مدار زمین شده و جرم و حجم آن از تمام ایستگاه‌های فضایی پیشین بیشتر است. فضاپیمای سایوز وظیفه رساندن فضانوردان به ایستگاه فضایی، پهلوگیری تا اتمام مأموریت‌های شش‌ماهه و بازگرداندن فضانوردان به زمین را بر عهده دارد. چندین فضاپیمای بدون سرنشین، وظیفه حمل بار به آی‌اس‌اس را بر عهده دارند؛ فضاپیمای پروگرس روسی که از سال ۲۰۰۰ کار خود را آغاز کرده، فضاپیمای ترابری خودکار اروپایی از ۲۰۰۸، فضاپیمای ترابری اچ-۲ ژاپنی از ۲۰۰۹، فضاپیمای دراگن آمریکایی از ۲۰۱۲ و فضاپیمای سیگنوس آمریکایی از ۲۰۱۳، فضاپیماهای بدون سرنشین حمل بار ایستگاه فضایی بین‌المللی هستند. شاتل فضایی هم تا قبل از کنارگذاشته‌شدن از خدمت، برای ترابری و جابجایی اعضای اردوها استفاده می‌شد؛ البته قابلیت پهلوگیری در طول اقامت خدمهٔ اردو برای شاتل وجود نداشت. تا زمان آماده‌شدن فضاپیمای دارای سرنشین دیگری از ایالات متحده، خدمه فقط با سایوز بین زمین و ایستگاه فضایی بین‌المللی جابه‌جا می‌شوند. حداکثر افراد حاضر در آی‌اس‌اس تا کنون برابر ۱۳ نفر بوده است؛ هرچند چنین شرایطی فقط سه بار به مدت کوتاه چندروزه پیش‌آمده است.
پیش‌بینی می‌شود که برنامه آی‌اس‌اس حداقل تا سال ۲۰۲۴ ادامه یابد و احتمالاً تا ۲۰۲۸ هم تمدید شود. قرار بود نخستین پیاده‌روی فضایی کاملاً زنانه آی‌اس‌اس با حضور آن مک‌کلین و کریستیانا هاموک در ماه تاریخ زن در ۲۹ مارس ۲۰۱۹ انجام شود، اما با توجه به کمبود لباس‌های ویژه، این مأموریت لغو شد.

#### برنامه‌های تجاری (۲۰۰۶–اکنون)
|                                        |  |                                              |
| دراگن در حال انتقال به آی‌اس‌اس، مه ۲۰۱۲ |  | سیگنوس در حال انتقال به آی‌اس‌اس، سپتامبر ۲۰۱۳ |

توسعه وسایل نقلیه مربوط به برنامه خدمات تأمین تجاری (سی‌آراس) از سال ۲۰۰۶ و با هدف ساخت فضاپیماهای بدون سرنشین آمریکایی تحت مدیریت تجاری برای خدمت‌رسانی به آی‌اس‌اس آغاز شد. توسعه این وسایل تحت یک برنامه هدفمند و با قیمت ثابت انجام شد و هر شرکت برای دریافت پاداش، فهرستی از اهداف داشت که باید با موفقیت به آن‌ها دست می‌یافت. شرکت‌ها همچنین ملزم بودند تا مقدار نامشخصی سرمایه‌گذاری شخصی هم روی طرح‌های پیشنهادی‌شان انجام دهند.
ناسا در ۲۳ دسامبر ۲۰۰۸، پاداش قراردادهای مربوط به خدمات تأمین تجاری را به اسپیس‌اکس و اوربیتال ساینسز کورپوریشن پرداخت‌کرد. اسپیس‌اکس از موشک فالکن ۹ و فضاپیمای دراگن استفاده کرد. اوربیتال ساینسز هم از موشک آنتارس و فضاپیمای سیگنوس استفاده کرد. نخستین مأموریت تأمین دراگن در مه ۲۰۱۲ انجام شد. نخستین مأموریت تأمین سیگنوس هم در سپتامبر ۲۰۱۳ انجام گرفت. امروزه برنامه سی‌آراس برطرف کردن تمام نیازهای ترابری آی‌اس‌اس را، به جز چند مأموریت خاص که توسط فضاپیمای ترابری خودکار اروپایی و فضاپیمای ترابری اچ-۲ انجام می‌شود، بر عهده دارد.

برنامه توسعه خدمه تجاری در سال ۲۰۱۰ با هدف ساخت فضاپیماهای دارای سرنشین آمریکایی با قابلیت رساندن حداقل چهار نفر به آی‌اس‌اس، پهلوگیری به مدت ۱۸۰ روز و سپس بازگشت به زمین به‌وجود آمد. ناسا امید دارد که این فضاپیماها بتوانند مشتریان معمولی و غیر از اعضای ناسا را هم به ایستگاه‌های فضایی شخصی ببرند. مشابه برنامه خدمات تأمین تجاری، برنامه توسعه خدمه تجاری هم یک برنامه هدفمند و با قیمت ثابت است که به مقداری سرمایه‌گذاری شخصی هم نیاز دارد.
در سال ۲۰۱۰ و زمانی که ناسا برندگان نخستین فاز این برنامه را اعلام کرد، مجموعاً مبلغ ۵۰ میلیون دلار میان پنج شرکت آمریکایی تقسیم شد. هدف از این پاداش، رشد تحقیق و توسعه در زمینه پروازهای فضایی بشری و فناوری‌های مربوط به آن در بخش خصوصی بود. در سال ۲۰۱۱، برندگان فاز دوم این برنامه معرفی شده و ۲۷۰ میلیون دلار میان چهار شرکت تقسیم شد. در سال ۲۰۱۲، برندگان فاز سوم معرفی شدند و ناسا ۱٫۱ میلیارد دلار را میان سه شرکت تقسیم کرد تا سامانه‌های حمل‌ونقل دارای سرنشین خود را توسعه دهند. برندگان آخرین فاز در سال ۲۰۱۴ معرفی شدند. فضاپیمای دراگن۲ اسپیس‌اکس، که قرار است با فالکن ۹ وی۱٫۱ پرتاب شود، قراردادی به ارزش ۲٫۶ میلیارد دلار دریافت کرد و سی اس تی-۱۰۰ متعلق به بوئینگ، که قرار است با اتلس ۵ پرتاب شود، قراردادی به ارزش ۴٫۲ میلیارد دلار دریافت کرد. ناسا انتظار دارد که این فضاپیماها در سال ۲۰۱۹ حمل‌ونقل انسان به آی‌اس‌اس را آغاز کنند.

#### برنامه فراتر از مدار نزدیک زمین (۲۰۱۰–۲۰۱۷)

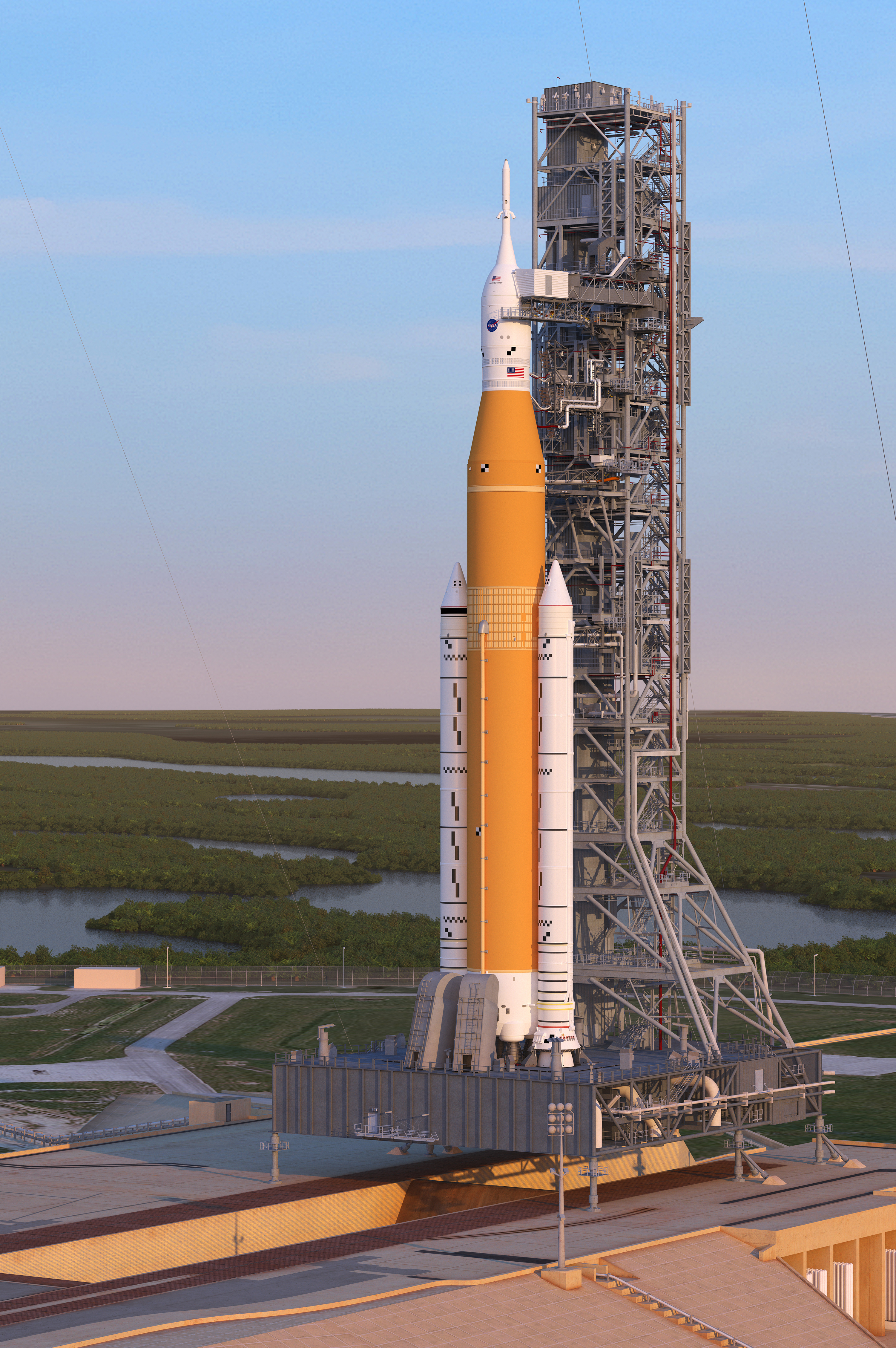
طرح رایانه‌ای بلوک ۱ سامانه پرتاب فضایی

برای مأموریت‌های فراتر از مدار نزدیک زمین، ناسا وظیفه داشت تا سامانه پرتاب فضایی، یک موشک ساترن ۵، دو تا شش انسان و یک فضاپیما با قابلیت پرواز فراتر از مدار نزدیک زمین، اوریون، را فراهم آورد. بر اساس حکم دولت باراک اوباما در فوریه ۲۰۱۰، برنامه کانستلیشن لغو شد و مسئولیت سنگین‌تری برای خدمت‌رسانی به شرکت‌های خصوصی روی دوش آی‌اس‌اس گذاشته‌شد. اوباما در سخنرانی خود در مرکز فضایی کندی در ۱۵ آوریل ۲۰۱۰، طرحی جدید را برای جایگزینی با آرس ۵ پیشنهاد داد. در این سخنرانی، اوباما برنامه یک مأموریت دارای سرنشین را برای فرود روی یک سیارک تا سال ۲۰۲۵ و یک مأموریت دارای سرنشین را به مدار مریخ تا اواسط دهه ۲۰۳۰ میلادی ارائه کرد. سند اجازه‌نامه سال ۲۰۱۰ ناسا توسط کنگره تأیید شد و در ۱۱ اکتبر ۲۰۱۰ به‌صورت قانون درآمد. این سند، باعث لغو رسمی برنامه کانستلیشن شد.
بر اساس سند اجازه‌نامه، پرتابگر جدیدی باید ظرف ۹۰ روز انتخاب می‌شد؛ این پرتابگر «سامانه پرتاب فضایی» (اس‌ال‌اس) نام گرفت. این قانون جدید همچنین نیازمند ساخت یک فضاپیما با قابلیت پرواز فراتر از مدار نزدیک زمین بود. فضاپیمای اوریون، که به عنوان بخشی از برنامه کانستلیشن توسعه داده‌شده بود، برای قرارگرفتن در این نقش انتخاب شد. سامانه پرتاب فضایی هم برای پرتاب اوریون و دیگر سخت‌افزارهای ضروری برای مأموریت‌های فراتر از مدار نزدیک زمین انتخاب شد. قرار بود که این سامانه با گذر زمان با نسخه‌هایی قوی‌تر ارتقا یابد. توان اولیه اس‌ال‌اس برای حمل ۷۰ تُن به مدار نزدیک زمین کافی بود؛ این مقدار بعدتر به ۱۰۵ تن و در نهایت به ۱۳۰ تن رسید. نخستین آزمایش اوریون در ۵ دسامبر ۲۰۱۴ و به‌صورت بدون سرنشین و با یک موشک دلتا ۴ سنگین انجام گرفت. اولین مأموریت اکتشافی اوریون هم به‌صورت بدون سرنشین و در قالب پرتاب اولیه اس‌ال‌اس در سال ۲۰۲۰ انجام خواهد شد و اوریون در جریان آن در مدار قمری قرار خواهد گرفت. این پرتاب در مرکز فضایی کندی انجام خواهد شد.
پروژهٔ فضایی بزرگ بعدی ناسا، ساخت سکو-دروازه مداری قمری (پیش‌تر با نام «دروازه فضای دوردست») است. این طرح منجر به ساخت انواع جدیدی از ایستگاه‌های فضایی می‌شود که خیلی از ویژگی‌هایشان مشابه ایستگاه فضایی بین‌المللی است؛ با این تفاوت که به‌جای قرارگرفتن در نزدیکی زمین، در مدار ماه قرار می‌گیرند. کاربرد اصلی این ایستگاه فضایی برای سکونت غیر مداوم انسان‌ها است. مأموریت اکتشافی دوم برنامه فراتر از مدار نزدیک زمین، که قرار است در سال ۲۰۲۲ و با فضاپیمای اوریون انجام شده و به اس‌ال‌اس متصل شود، آغازگر مأموریت‌های دارای سرنشین روی ماه، پس از پروژه آپولو، است. این مأموریت ۱۰–۱۴ روزه قرار است چهار انسان را به مدار ماه مرکزی ببرد. ساخت «سکوی مداری قمری» با مأموریت اکتشافی سوم برنامه آغاز خواهد شد. این مأموریت قرار است چهار انسان و نخستین قطعات ایستگاه فضایی جدید را به مدار ماه مرکزی ببرد. قرار است که این مأموریت تا ۲۶ روز طول بکشد. ناسا همچنین قصد دارد تا سکونت‌گاه‌هایی مثل سکوی مداری قمری و ناتیلوس-اکس را در فضای دوردست بسازد.
در ۵ ژوئن ۲۰۱۶، ناسا و دارپا از برنامه‌هایی برای ساخت مجموعه‌ای از هواپیماهای اکس جدید در یک دوره ۱۰ ساله رونمایی کردند. یکی از این هواپیماها، پروژه فناوری زبرصوت بی‌صدا است؛ این هواپیما زیست‌سوختهایی با کربن کم را می‌سوزاند و صدای کمتری تولید می‌کند.
در سال ۲۰۱۷، کنگره در قالب سند اجازه‌نامه تحول ۲۰۱۷ ناسا، این سازمان را ملزم به فرستادن انسان‌ها به مدار مریخ (یا سطح آن) تا سال ۲۰۳۳ کرد.

#### برنامهٔ آرتمیس
ناسا هم‌اکنون در حال کار روی برنامهٔ آرتمیس است. یکی از اهداف این برنامه، فرود انسان روی ماه تا سال ۲۰۲۴ است.

### پروژه‌های بدون سرنشین

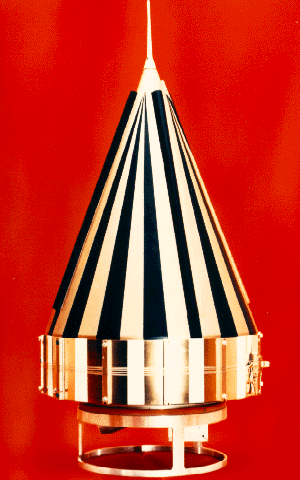
تصویری از پایونیر ۳ و ۴ که به‌ترتیب در سال‌های ۱۹۵۸ و ۱۹۵۹ پرتاب شدند.

بیش از هزار مأموریت بدون سرنشین برای کاوش زمین و منظومهٔ شمسی انجام شده است. در کنار این مأموریت‌ها، ناسا ماهواره‌های ارتباطی هم به فضا ارسال کرده است. این مأموریت‌ها مستقیماً از زمین یا شاتل‌های حاضر در مدار شروع شده‌اند که یا خود ماهواره پرتاب شده یا یک موشک وظیفه حمل آن را بر عهده داشته است.
اکسپلورر ۱ نخستین ماهواره بدون سرنشین ایالات متحده بود که در دوران رقابت فضایی پرتاب شد. این ماهواره در ۱۳ ژانویه ۱۹۵۸، دو ماه بعد از اسپوتنیک، پرتاب شد. در زمان بنیادگذاری ناسا، پروژه اکسپلورر به این سازمان منتقل شد و تا امروز ادامه داشته است. مأموریت این پروژه شامل تمرکز بر روی زمین و خورشید و اندازه‌گیری میدان‌های مغناطیسی و باد و خورشیدی و … بوده است. تلسکوپ فضایی هابل یکی دیگر از مأموریت‌های مربوط به زمین و خارج از برنامه اکسپلورر است که در سال ۱۹۹۰ به مدار زمین فرستاده‌شد.
حلقه داخلی منظومه شمسی، که شامل چهار سیاره سنگی است، هدف حداقل چهار برنامه بدون سرنشین بوده است. در نخستین برنامه، برنامه فضایی مارینر، در دهه ۱۹۶۰ و ۱۹۷۰ میلادی چندین سفر به زهره و مریخ و یک سفر به عطارد صورت‌گرفت. مارینر ۲ اولین فضاپیمایی بود که پرواز سیاره‌ای با ارتفاع کم انجام داد، مارینر ۴ نخستین تصاویر را از سیاره‌ای دیگر گرفت، مارینر ۹ نخستین مدارگرد سیاره‌ای بود و مارینر ۱۰ برای اولین بار مانور کمک گرانشی را انجام داد. این مانور، شیوه‌ای برای غلبه بر جاذبه و سرعت سیاره برای رسیدن به مقصد است.
وایکینگ ۱ نخستین فرود روی مریخ بود که در ۱۹۷۶ میلادی انجام گرفت. بیست سال بعد از آن، رهیاب مریخ روی مریخ فرود آمد.
پایونیر ۱۰ در سال ۱۹۷۳ اولین وسیله‌ای بود که از مشتری تصویربرداری کرد. پس از گذشت بیش از بیست سال، فضاپیمای گالیله یک کاوشگر فضایی به جو این سیاره ارسال کرد و نخستین فضاپیمایی بود که دور مدار این سیاره گشت. پایونیر ۱۱ در سال ۱۹۷۹ تبدیل به نخستین وسیله‌ای شد که از زحل تصویربرداری کرد و وویجر ۲ نخستین و تنها فضاپیمایی است که از اورانوس و نپتون در سال‌های ۱۹۸۶ و ۱۹۸۹ تصویربرداری کرده است. نخستین فضاپیمایی که منظومه شمسی را ترک کرد، پایونیر ۱۰ در سال ۱۹۸۳ بود. این وسیله تا مدتی به‌عنوان دورترین فضاپیما شناخته می‌شد، اما وویجر ۱ و وویجر ۲ این رکورد را شکستند.
کاوشگرهای پایونیر ۱۰ و ۱۱ و هر دو وویجر، پیام‌هایی از زمین را خطاب به زیست فرازمینی حمل می‌کنند. برقراری ارتباط با فضای دوردست مشکل است؛ برای مثال، رسیدن یک سیگنال رادیویی به فضاپیمای نیوهورایزنز تا هنگامی که در میانهٔ راه خود تا پلوتون بود، حدود سه ساعت طول می‌کشید. ارتباط با پایونیر ۱۰ در سال ۲۰۰۳ قطع شد. هر دو کاوشگر وویجر در حالی که به اکتشاف کمربند خارجی میان منظومه شمسی و محیط میان‌ستاره‌ای مشغول هستند، در وضعیت عملیاتی قرار دارند.
در ۲۶ نوامبر ۲۰۱۱، مأموریت آزمایشگاه علمی مریخ ناسا با موفقیت به‌سمت مریخ پرتاب شد. در ۶ اوت ۲۰۱۲، کنجکاوی با موفقیت روی مریخ فرود آمد و در پی آن، جستجو برای شواهدی از حیات سابق یا فعلی روی مریخ را آغاز کرد.

### فعالیت‌ها (۲۰۱۰–۲۰۱۷)

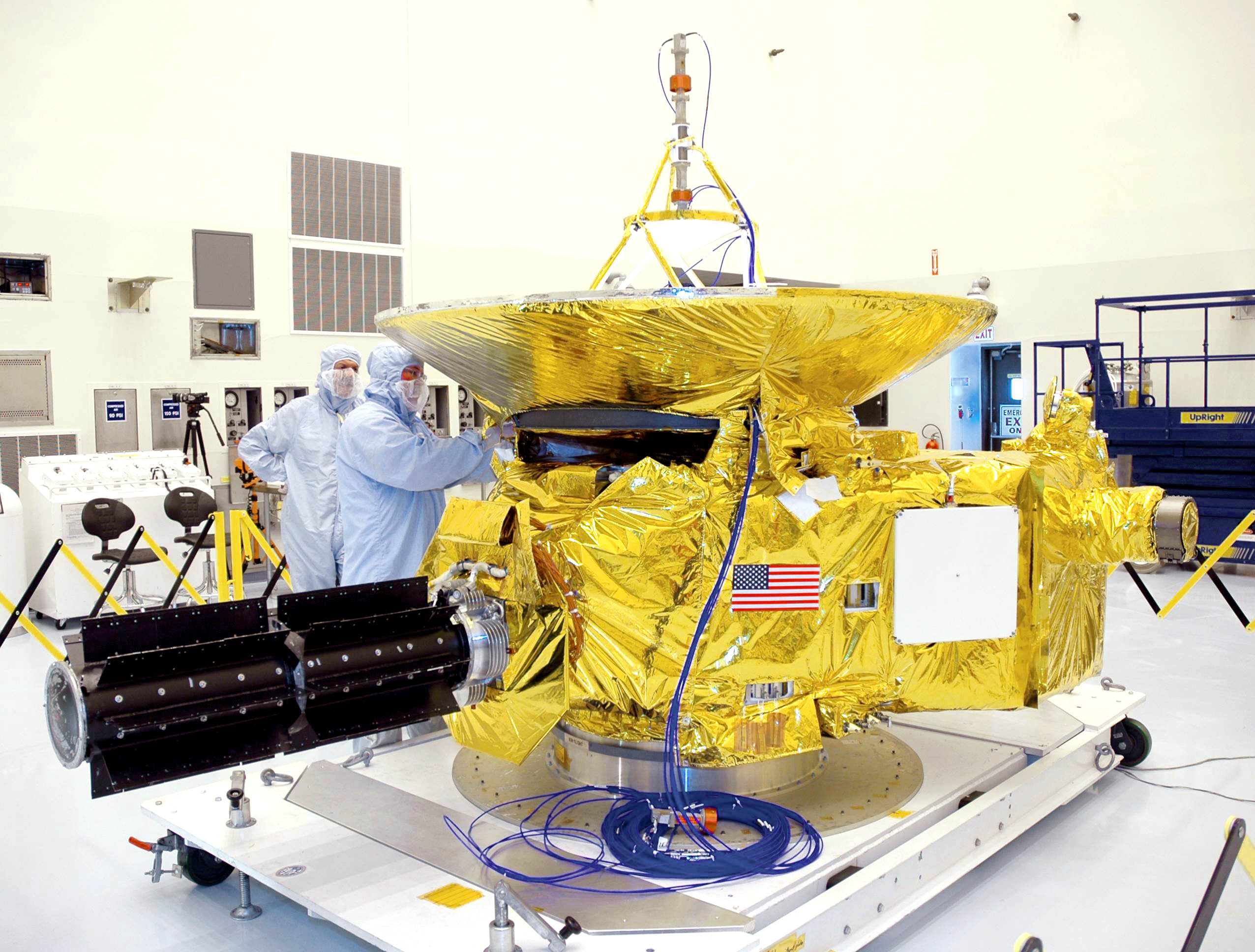
کاوشگر نیوهورایزنز در زمین

تحقیقات دردست‌انجام ناسا شامل بررسی جامع مریخ (مریخ ۲۰۲۰، این‌سایت) و زحل و پژوهش‌هایی روی زمین و خورشید است. دیگر مأموریت‌های فعلی ناسا شامل جونو در مشتری، نیوهورایزنز در مشتری، پلوتون و فراتر از آن و دان در کمربند سیارک‌ها است. ناسا به پشتیبانی از درون‌جا در اکتشافات فراتر از کمربند سیارک‌ها، از جمله در منطقه کشف‌نشده پلوتو با پایونیر و وویجر و در غول گازی مشتری با مدارگردهای گالیله (۱۹۸۹–۲۰۰۳)، کاسینی (۱۹۹۷–۲۰۱۷) و جونو (۲۰۱۱–اکنون) ادامه می‌دهد. در اوایل دهه ۲۰۰۰ میلادی، ناسا برنامه‌ای برای ماه داشت، اما این برنامه در سال ۲۰۱۰ لغو شد. به‌عنوان بخشی از این برنامه‌ها، قرار بود شاتل‌ها با نمونه‌های دیگری جایگزین شوند؛ اما با بازنشستگی شاتل‌ها، برنامه جانشینی هم لغو شد و برای نخستین بار پس از بیش از سه دهه، ایالات متحده با نبود پرتاب‌گر دارای سرنشین فضایی روبه‌رو شد. پس از این که مأموریت شاتل‌های فضایی در سال ۲۰۱۱ به پایان رسید، ناسا در نظر داشت که فضاپیمای دارای سرنشین بسازد و سرانجام فضاپیمای اوریون را طراحی کرد. این فضاپیما می‌تواند فضانوردان را به مدار زمین، کرهٔ ماه، سیارک‌ها و سرانجام مریخ ببرد.

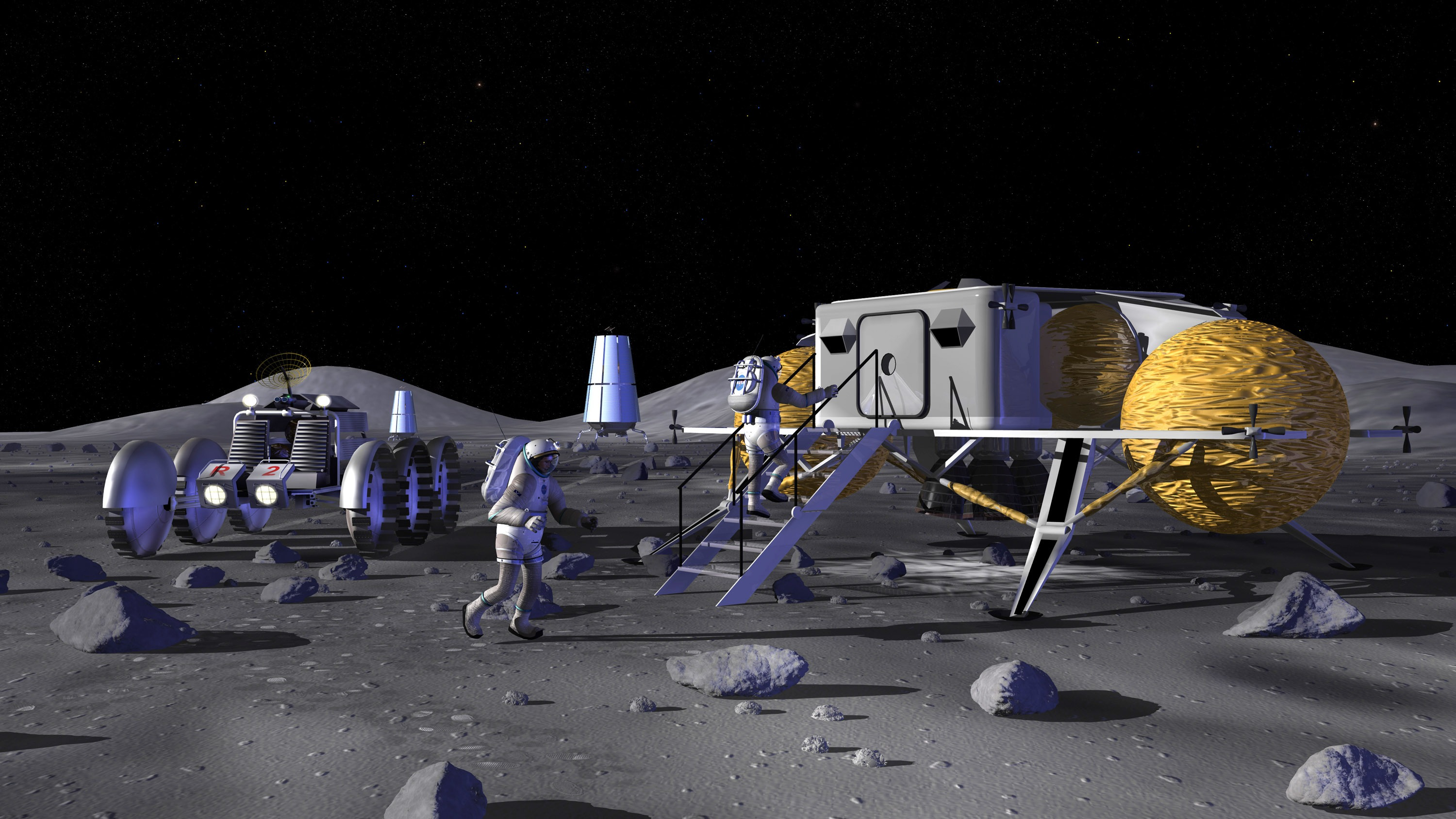
تصویری شبیه‌سازی‌شده از پایگاه دائمی ماه

مأموریت نیوهورایزنز به پلوتون در سال ۲۰۰۶ آغاز شد و در ۱۴ ژوئیه ۲۰۱۵، با موفقیت از فاصله نزدیک روی سطح پلوتون پرواز کرد و تبدیل به اولین فضاپیمایی شد که چنین عملی را انجام داده است. این کاوشگر در فوریه ۲۰۰۷ از مشتری کمک گرانشی دریافت کرد و در حین پرواز در ارتفاع نزدیک، برخی از قمرهای داخلی مشتری را مورد بررسی قرار داد و ابزارآلات این فضاپیما هم آزمایش شد. یکی از اهداف اصلی نیوهورایزنز، ریشه‌یابی این است که چرا با این که شارون یکی از ماه‌های پلوتو است، اندازهٔ آن بیش از نصف اندازهٔ پلوتو است. فضاپیمای ماون جدیدترین برنامه ناسا است و برای تحقیق روی جو مریخ ساخته شده است.
ناسا در ۴ دسامبر ۲۰۰۶ اعلام کرد که در حال کار روی یک پایگاه دائمی روی ماه است. هدف این بود که ساخت پایگاه روی ماه در سال ۲۰۲۰ آغاز شده و تا سال ۲۰۲۴، یک پایگاه کاملاً عملیاتی با قابلیت تغییر خدمه به‌وجود آید. با این وجود، کمیته آگوستین این برنامه را یک «مسیر ناپایدار» دانست. در سال ۲۰۱۰، باراک اوباما در سال ۲۰۱۰ برنامه‌های موجود، و از جمله پایگاه ماه، را متوقف کرد و تمرکز کلی ناسا را روی مأموریت‌های دارای سرنشین به سیارک‌ها و مریخ و حمایت بیشتر از ایستگاه فضایی بین‌المللی گذاشت.
اهداف استراتژیک ناسا از سال ۲۰۱۱ به شرح زیر هستند:
- گسترش و پایدارسازی فعالیت‌های بشری در سرتاسر منظومه شمسی
- گسترش درک علمی از زمین و گیتی
- ساخت فناوریهای فضایی خلاقانه جدید
- پیشبرد تحقیقات در حوزه مکانیک پرواز
- استفاده از برنامه و قابلیت‌های سازمانی جهت هدایت فعالیت‌های فضایی و مکانیک پرواز ناسا
- به‌اشتراک‌گذاری ناسا با مردم، دبیران، دانشجویان و دانش‌آموزان جهت فراهم کردن فرصت‌های مشارکت

ناسا در اوت ۲۰۱۱ دو تلسکوپ از دفتر ملی شناسایی دریافت کرد. با وجود استفاده نشدن، این تلکسوپ‌ها قدرت بیشتری نسبت به تلسکوپ فضایی هابل دارند.
ناسا در سپتامبر ۲۰۱۱ آغاز برنامه سامانه پرتاب فضایی را برای توسعه یک وسیله سنگین با قابلیت حمل انسان اعلام کرد. این سامانه قرار است فضاپیمای اوریون و اجسام دیگری را به ماه، سیارک‌های نزدیک زمین و مریخ ببرد. فضاپیمای اوریون یک بار در دسامبر ۲۰۱۴ و با استفاده از پرتاب‌کننده متفاوتی یک سفر آزمایشی بدون سرنشین را تجربه کرد.
فضاپیمای داون یکی دیگر از کاوشگرهای ناسا است که با هدف رویارویی با سیارک ۴ وستا و سیارهٔ کوتولهٔ سرس در سال ۲۰۰۷ به فضا پرتاب‌شد. این کاوشگر در سال ۲۰۱۵ به سرس رسید.
در حال حاضر قرار است تلسکوپ فضایی جیمز وب در مه ۲۰۲۰ به فضا پرتاب شود.

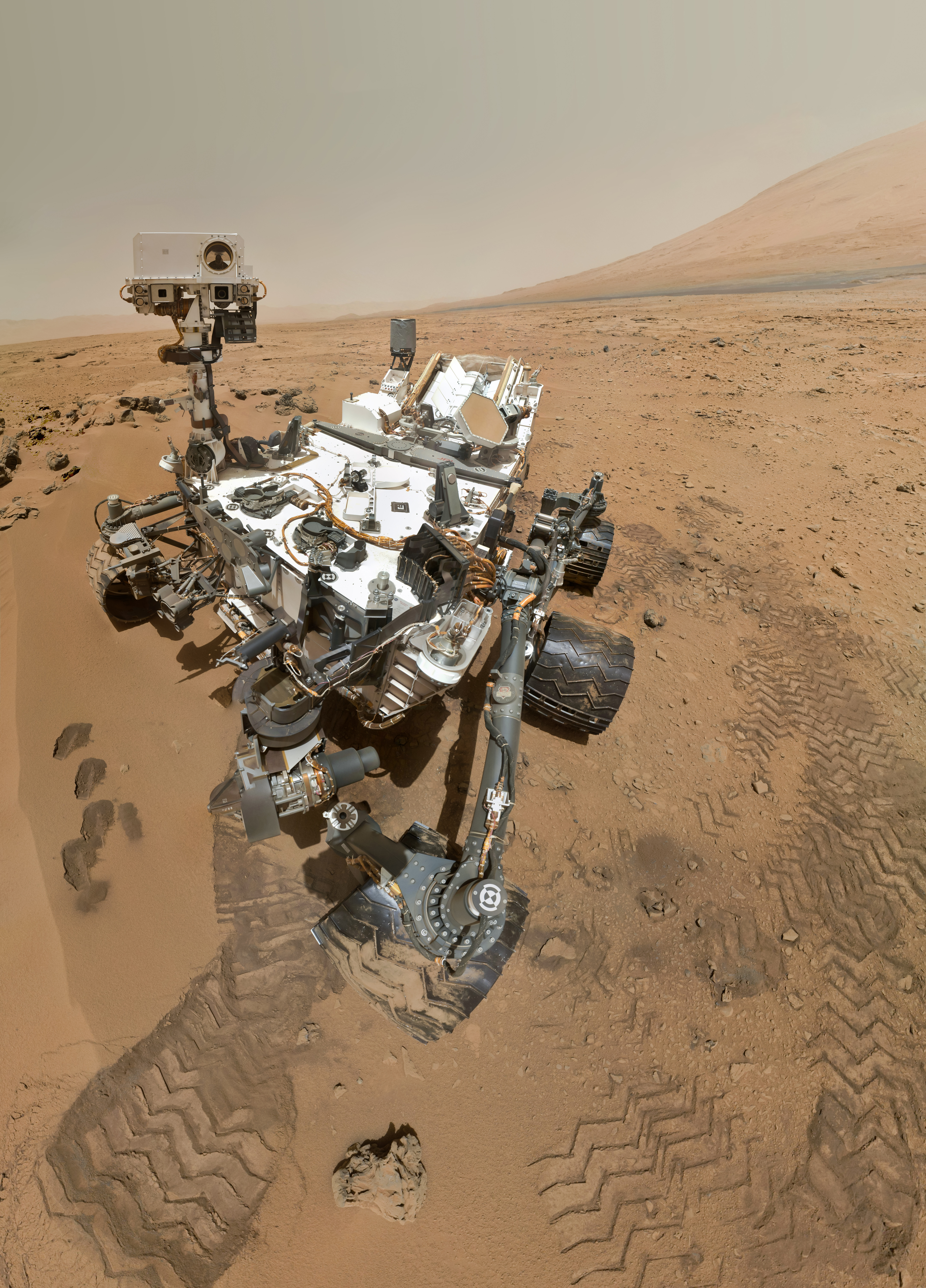
مریخ‌نورد کنجکاوی در گودال گیل بر روی مریخ است. (۳۱ اکتبر ۲۰۱۲)

در ۲۶ نوامبر ۲۰۱۱، ناسا مریخ‌نورد کنجکاوی یا آزمایشگاه علمی مریخ را به مریخ پرتاب کرد و این کاوشگر در ۶ اوت ۲۰۱۲ در گودال گیل فرود آمد. این کاوشگر رباتیک برای بررسی سطح مریخ و تعیین این که آیا مریخ می‌تواند از زندگی پشتیبانی کند، طراحی شد. به مناسبت این فرود موفقیت‌آمیز، چارلز بولدن (مدیر ناسا) برای نخستین بار صدای خود را در ۲۷ اوت ۲۰۱۲ توسط مریخ‌نورد کنجکاوی در مریخ پخش کرد. متن سخنان او چنین بود:
| « | درود. من چارلی بولدن هستم، مدیر ناسا، با شما از طریق توانایی پخش مریخ‌نورد کنجکاوی صحبت می‌کنم، که اکنون بر روی مریخ است. از آغاز زمان، بشر کنجکاو است و این موجب شده است که ما به دنبال زندگی جدید بگردیم… امکانات جدید فقط فراتر از افق. من می‌خواهم به مردان و زنان خانواده‌مان ناسا و همچنین شرکای تجاری و دولتی‌مان در سراسر جهان شادباش بگویم، به این دلیل که ما گامی فراتر به مریخ نهادیم. این یک دستاورد فوق‌العاده است. فرود یک مریخ‌نورد بر روی مریخ آسان نیست - دیگران تلاش کرده‌اند - فقط آمریکا به‌طور کامل موفق شده است. سرمایه‌گذاری، ما در حال ساخت هستیم. ما امیدواریم دانش را از مشاهده و تجزیه و تحلیل گودال گیل به دست آوریم، به ما در مورد امکان زندگی بر روی مریخ و فرصت‌های گذشته و آیندهٔ سیاره‌مان بگویید. کنجکاوی مزایایی برای زمین به ارمغان خواهد آورد و الهام‌بخش نسل جدیدی از دانشمندان و کاشفان است، آن راه را برای یک مأموریت بشری در آینده‌ای نه چندان دور آماده خواهد کرد. سپاس‌گزارم. | » |

### فعالیت‌های اخیر و آینده

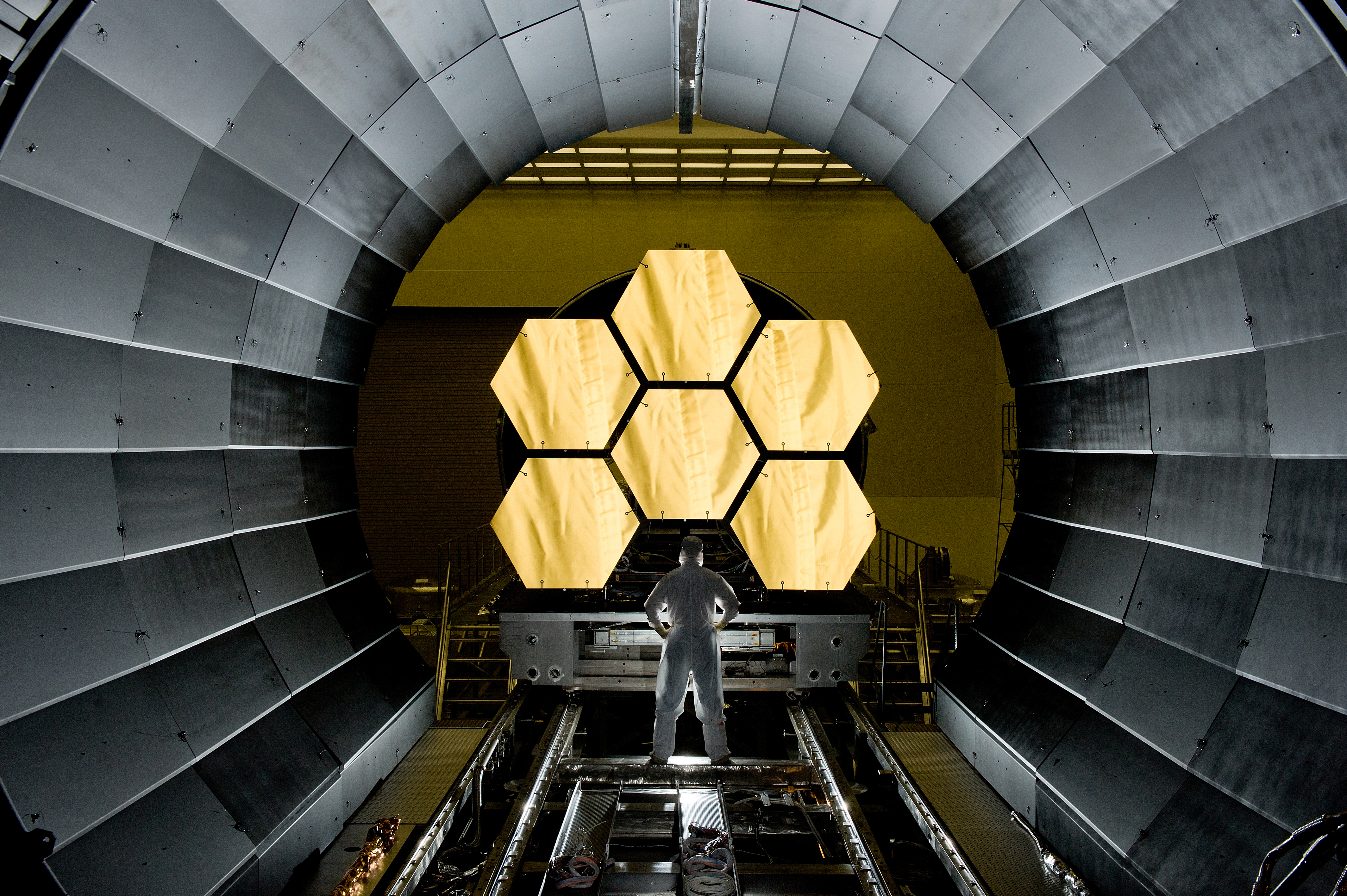
تلسکوپ فضایی جیمز وب

دونالد ترامپ در سال ۲۰۱۷ ناسا را ملزم کرد که تا سال ۲۰۳۳ انسان را به مریخ برساند. تمرکز اصلی ناسا روی اکتشافات فضایی انسانی، علوم فضا و فناوری گذاشته شده است. یوروپا کلیپر و مریخ ۲۰۲۰ با برنامه‌ریزی سابق خود به کار ادامه می‌دهند.
ناسا در سال ۲۰۱۸ با همکاری شرکت‌های دیگری مثل پرت اند ویتنی، سنسور کوتینگ سیستمز، مانیتور کوتینگ و یونایتد تکنولوژی پروژه کاشن را با هدف افزایش دامنه دمای نوعی پوشش ضدگرما به ۱۵۰۰ سیلسیوس و فراتر از آن راه‌اندازی کرد. هدف نهایی این پروژه، ارتقای امنیت موتورهای جت، افزایش بازدهی و کاهش تولید کربن دی‌اکسید از این موتورها است.
موشک آنتارس نورثروپ گرومن، که فضاپیمای پشتیبانی سیگنوس را حمل می‌کند، چهارشنبه ۱۷ آوریل ۲۰۱۹ از پد ۰ای در مرکز پروازی والوپ ناسا واقع در ویرجینیا پرتاب شد. یازدهمین قرارداد ترابری پشتیبانی نورثروپ گرومن با ناسا برای ایستگاه فضایی بین‌المللی، حدود ۷٬۶۰۰ پوند تحقیقات، لوازم پشتیبانی خدمه و سخت‌افزارهای مورد نیاز را به ایستگاه فضایی و خدمه آن رساند.
فعالیت‌های اخیر و آینده این سازمان شامل موارد زیر هستند:
- این‌سایت که در سال ۲۰۱۸ پرتاب شد و با موفقیت روی مریخ فرود آمد.[۲۸۰]
- پرواز با فاصله نزدیک نیوهورایزنز از روی آلتیما ثولی در ۱ ژانویه ۲۰۱۹[۲۸۱]
- اسیریس-رکس برای نمونه‌گیری که در ۲۴ سپتامبر ۲۰۲۳ انجام خواهد شد.[۲۸۲]
- مریخ‌نورد مارس ۲۰۲۰ (برنامه‌ریزی‌شده)[۲۸۳]
- یوروپا کلیپر (برنامه‌ریزی‌شده)[۲۸۴]
- تلسکوپ فضایی جیمز وب (برنامه‌ریزی‌شده)[۲۷۳]
- کاوشگر خورشیدی پارکر که در ۱۲ اوت ۲۰۱۸ پرتاب شد.[۲۸۵]
- ماهواره نقشه‌بردار فراخورشیدی گذران که در ۱۸ آوریل ۲۰۱۸ پرتاب شد.[۲۸۶]
- تلسکوپ نقشه‌برداری میدان باز فروسرخ (برنامه‌ریزی‌شده)[۲۸۷]

## هیئت مشاوره ناسا
در واکنش به حادثه آپولو ۱، که باعث مرگ ۳ فضانورد در سال ۱۹۶۷ شد، کنگره آمریکا ناسا را ملزم به شکل‌دادن یک هیئت مشاوره ایمنی هوافضا کرد تا به مدیریت ناسا در مشکلات ایمنی و خطرات برنامه‌های هوافضای ناسا هشدار دهند. پس از فاجعه شاتل کلمبیا، کنگره این هیئت را ملزم به ارائه گزارشی سالانه به مدیریت ناسا و کنگره کرد. تا سال ۱۹۷۱، ناسا هیئت مشاوره برنامه فضایی و هیئت مشاوره تحقیق و فناوری را هم برای مشاوره به مدیریت ناسا راه‌اندازی کرده است. در سال ۱۹۷۷، این دو هیئت جانبی ادغام شده و هیئت مشاوره ناسا را به وجود آوردند.

## رهنمودها

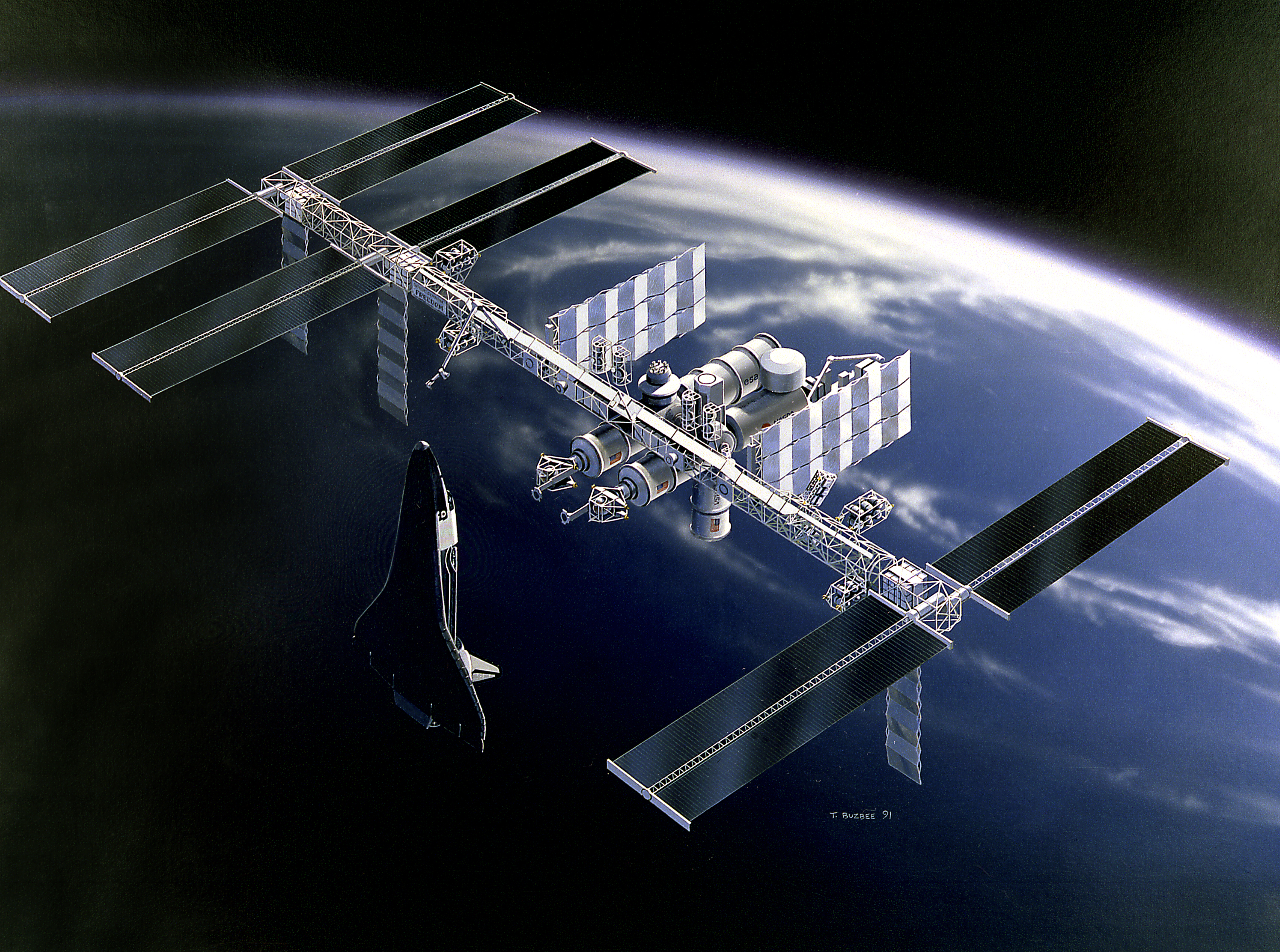
طرحی رایانه‌ای از ایستگاه فضایی رهایی همراه با یک شاتل در کنار آن

فرود آوردن انسان روی مریخ، ساختن شاتل فضایی و ساخت یک ایستگاه فضایی بزرگ، برخی از رهنمودهای اساسی ناسا هستند. رهنمودهای اساسی معمولاً با مداخله‌های سیاسی، بودجه، علمی و علاقهٔ عمومی روبه‌رو بوده‌اند که به تلاش‌های متفاوتی انجامیده است. این کارها اغلب به‌طور گسترده تحت‌تأثیر رویدادهای فنی، مالی و بین‌المللی بوده‌اند. برای مثال، در دهه ۱۹۸۰ فشار زیادی برای ساخت ایستگاه فضایی رهایی وجود داشت؛ اما با پایان جنگ سرد، روسیه، آمریکا و دیگر همراهان بین‌المللی گرد هم آمده و ایستگاه فضایی بین‌المللی را ساختند.
در دههٔ ۲۰۱۰، بازنشستگی شاتل فضایی و توسعه یک موشک سنگین دارای سرنشین جدید، سامانه پرتاب فضایی، تغییر اساسی در ناسا بود. مأموریت‌های سامانهٔ جدید متفاوت بوده‌اند؛ اما به‌طور کلی، شباهت‌هایی در آن‌ها وجود دارد؛ چراکه همهٔ آن‌ها با هدف اصلی ارسال انسان به فضا طراحی شده‌اند.
در دهه‌های آینده، تمرکز ناسا به‌آرامی به سمت اکتشاف در مریخ خواهد رفت؛ با این وجود، اختلافاتی بر سر توسعهٔ فناوری‌ها و تمرکز روی اکتشافات وجود دارد. یکی از گزینه‌های درنظرگرفته‌شده، مأموریت تغییرمسیر سیارکی بود؛ در این طرح قرار بود که یک فضاپیمای ناسا با بازوی رباتیک، قطعه‌ای از یک سیارک در نزدیکی زمین جدا کرده و به زمین بیاورد. بودجه این مأموریت در سال ۲۰۱۷ لغو شد؛ اما فناوری‌های توسعه‌داده‌شده برای آن در اکتشافات بعدی، مخصوصاً در سامانه‌هایی که از تأمین انرژی خورشیدی استفاده می‌کنند، قابل‌استفاده است.
در اوایل دههٔ ۲۰۰۰، برنامه‌ای با نام برنامه کانستلیشن وجود داشت؛ اما این طرح در اوایل دههٔ ۲۰۱۰ لغو شد. در دههٔ ۱۹۹۰، برنامه‌ای با نام «سریع‌تر، بهتر، ارزان‌تر» وجود داشت. در دههٔ ۱۹۸۰، رهنمودی برای ساخت یک ایستگاه فضایی دارای سرنشین به وجود آمد.

### سند اجازه‌نامه ۲۰۱۷ ناسا
سند اجازه‌نامهٔ ۲۰۱۷ ناسا که شامل ۱۹٫۵ میلیارد دلار بودجه برای سال ۲۰۱۷ مالی این سازمان بود، ناسا را ملزم به رساندن انسان به نزدیکی یا روی سطح مریخ تا اوایل دههٔ ۲۰۳۰ می‌کند.

### رهنمود سیاست فضایی ۱
در دسامبر ۲۰۱۷ و در چهل و پنجمین سالگرد آخرین مأموریت دارای سرنشین به سطح ماه، دونالد ترامپ رهنمودی تصویب کرد که شامل یک مأموریت به ماه، در مسیر مریخ و فراتر، می‌شد.
ما خواهیم آموخت. رهنمودی که امروز در حال امضای آن هستم روی برنامهٔ فضایی آمریکا درخصوص شناسایی و اکتشافات انسانی تمرکز خواهد داشت. این [رهنمود] گام مهمی را در بازگشت فضانوردان آمریکایی به ماه برای نخستین بار از سال ۱۹۷۲ و برای اکتشافات و استفاده طولانی‌مدت رقم می‌زند. این دفعه، ما نه تنها پرچممان را نصب کرده و ردپایمان را برجای می‌گذاریم، بلکه اساسی برای مأموریت نهایی به مریخ بنا می‌گذاریم؛ و احتمالاً، یک روز، به بسیاری از دنیاهای فراتر از آن.— دونالد ترامپ، ۲۰۱۷، 
مدیر جدید ناسا، جیم برایدنستاین، در یک سخنرانی در اوت ۲۰۱۸ به این رهنمود اشاره کرد. در آن هنگام، وی در حال صحبت‌کردن در خصوص جنبه‌های پایداری مشخص‌شده در رهنمود، شامل بهره‌بردن از سامانه پرتاب با قابلیت استفاده مجدد که تا پنج سال پیش از آن وجود نداشت، بود که باعث کاهش هزینه‌ها و افزایش دسترسی به فضا شده بودند.

## پژوهش

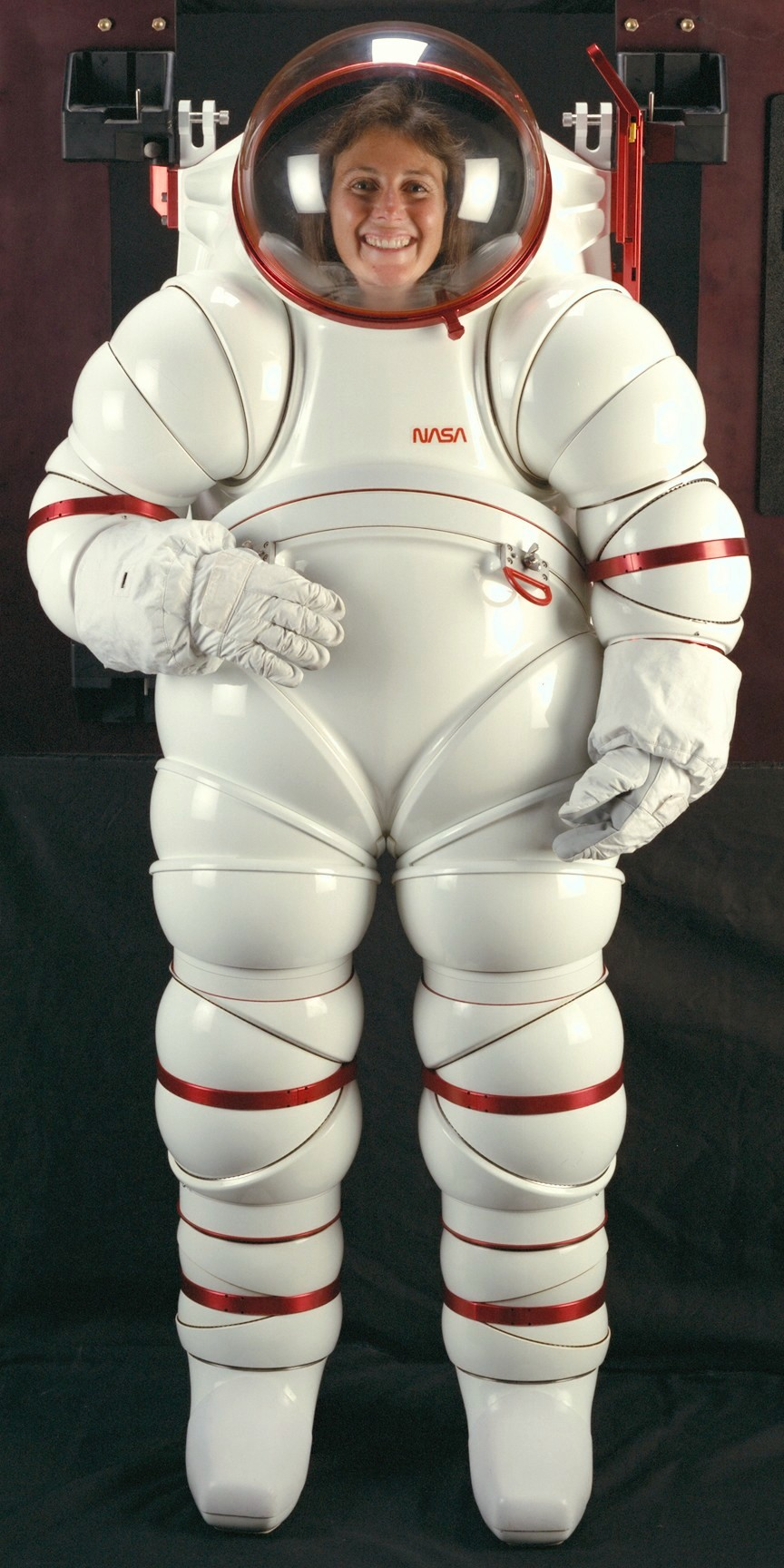
لباسی محکم که در دههٔ ۱۹۸۰ و در مرکز پژوهشی ایمز توسط ناسا توسعه داده‌شده است.

ناسا از فناوریی‌هایی مثل مولد گرما-الکتریکی ایزوتوپی چندمنظوره، که نوعی مولد گرما-الکتریکی ایزوتوپی است، در مأموریت‌های فضایی استفاده کرده است. کمبود این مواد منجر به کاهش مأموریت‌های فضای دور از زمان آغاز هزارهٔ جدید شده است. یکی از فضاپیماهایی که به‌دلیل کمبود این مواد ساخته نشد نیوهورایزنز ۲ است.
در زمان ریاست‌جمهوری رونالد ریگان و جرج اچ. دابلیو بوش و در دههٔ ۱۹۸۰ میلادی، برنامهٔ علوم زمین ناسا ساخته و راه‌اندازی شد.
در سال ۲۰۱۴، ناسا رقابتی سالانه با نام مکعب‌ها در فضا راه‌اندازی کرد. این پروژه مشترکاً توسط ناسا و شرکت آی دودل لرنینگ باهدف آموزش دانش‌آموزان ۱۱–۱۸ سال برای طراحی و ساخت آزمایش‌های علمی که با یک موشک یا بالن ناسا به فضا فرستاده شوند راه‌اندازی شده است. در ۲۱ ژوئن ۲۰۱۷، کوچک‌ترین ماهوارهٔ جهان، کلم ست، به فضا پرتاب شد.

### پژوهش‌های اقلیمی و دیگر پژوهش‌ها
ناسا در خصوص تغییر اقلیم هم پژوهش‌هایی انجام داده و منتشر می‌کند. بیانیه‌های ناسا با نظر دانشمندان جهانی مبنی بر گرم‌تر شدن اقلیم جهانی موافق است. باب واکر، که در مسائل فضایی به دونالد ترامپ مشاوره می‌داد، عقیده دارد که ناسا باید روی اکتشافات فضایی تمرکز کند و پژوهش‌های اقلیمی این سازمان باید به دیگر سازمان‌ها، مثل اداره ملی اقیانوسی و جوی، منتقل شود. جی. مارشال شپرد، دانشمند پیشین جوّی ناسا، عقیده داشت که پژوهش‌های زمینی در هنگام بنیادگذاری این سازمان در سال ۱۹۵۸ و در سند مخصوص آن، جزء مأموریت‌های ناسا بوده است.
ناسا همچنین با شرکتی خارجی برای پژوهش دربارهٔ امکان استفاده از پرتوهای نور در خلأ برای ارتباط با ایستگاه‌های نوری (لیزری) روی زمین قرارداد بسته است.

## تأسیسات
تأسیسات ناسا شامل مراکز پژوهشی، ساخت‌وساز و ارتباطی است تا در مأموریت‌ها به این سازمان کمک کنند. بعضی از این تأسیسات به دلایل تاریخی یا مدیریتی، بیش از یک وظیفه را بر عهده دارند.

مرکز فضایی جان اف. کندی، یکی از مشهورترین تأسیسات ناسا است. این مرکز از سال ۱۹۶۸، محل آغاز تمام مأموریت‌های دارای سرنشین ایالات متحده بوده است. با وجود متوقف‌شدن این مأموریت‌ها، اجرا و مدیریت تأسیسات پرتاب راکت بدون سرنشین برنامهٔ فضایی غیرنظامی ایالات متحده را از سه سکوی واقع در مجاورت پایگاه نیروی هوایی کیپ کاناورال بر عهده دارد. ناسا همچنین یک راه‌آهن کوتاه در این مرکز راه‌اندازی کرده و از هواپیماهای مخصوصی استفاده می‌کند.
مرکز فضایی جانسون در هیوستون، محلی است که تمام پروازهای دارای سرنشین از آن مدیریت می‌شوند. مرکز فضایی جانسون، مرکز اصلی ناسا در مأموریت‌های مربوط به ایستگاه فضایی بین‌المللی است و بخشی برای انتخاب، آموزش و آماده‌سازی فضانوردان برای ارسال به ایستگاه بین‌المللی و در جهت مأموریت‌های فضایی ایالات متحده و بین‌المللی دارد.
یکی دیگر از تأسیسات اصلی ناسا، مرکز پروازهای فضایی مارشال در هانتسویل، آلاباما است که موشک ساترن ۵ و آزمایشگاه فضایی در آن توسعه داده شده است.
ناسا دارای دارای ۱۲ مرکز فضایی به شرح زیر است:
- مرکز فرماندهی ناسا در واشینگتن، دی. سی.
- مرکز پژوهشی ایمز در فرودگاه صحرایی فدرال موفت، کالیفرنیا
- مرکز پژوهشی هوایی آرمسترانگ در ادواردز، کالیفرنیا (پیش‌تر با نام مرکز پژوهشی هوایی درایدن)
- مرکز پژوهشی گلن در لوئیس فیلد، اوهایو
- مرکز پروازهای فضایی گادرد در گرینبلت، مریلند
- آزمایشگاه پیشرانه جت در نزدیکی پاسادینا، کالیفرنیا
- مرکز فضایی جانسون در هیوستون، تگزاس
- پایگاه فضایی کندی در کیپ کاناورال، فلوریدا
- مرکز پژوهشی لانگلی در همپتون، ویرجینیا
- مرکز پروازهای فضایی مارشال در هانتسویل، آلاباما
- مرکز فضایی جان سی. استنیس در ایالت میسیسیپی

مرکز فرماندهی ناسا به رهبری مدیر سازمان، رهنمودهای کلی و مسیر و راستای سازمان ناسا را فراهم می‌کند. این مرکز خود به چهار سازمان اصلی دیگر تقسیم می‌شود که عبارتند از: مرکز هوانوردی، مرکز اکتشافات و عملیات بشر، مرکز دانش یا علوم و مرکز فناوری فضایی. مرکز پژوهشی ایمز ۶۰ سال قدمت دارد و دارای ۲۵۰۰ کارمند است و بودجهٔ سالانهٔ آن برابر با ۹۰۰ میلیون دلار است. مرکز پژوهشی هوایی درایدن بیشتر بر روی جو و عملیات پژوهش می‌کند. مرکز پژوهشی گلن در سال ۱۹۴۱ توسط کمیتهٔ رایزنی ملی هوانوردی آمریکا تأسیس‌شد که این کمیته زمینه‌ساز تأسیس ناسا بود.
مرکز پروازهای فضایی گودارد بزرگ‌ترین سازمان آمریکایی از نظر دانشمندان، مهندسان و تکنولوژیست‌هایی است که در ساخت فضاپیما، ابزارها و فناوری‌های جدید برای مطالعهٔ زمین، منظومهٔ شمسی و گیتی درگیر هستند. آزمایشگاه پیشرانه جت بخشی از مؤسسهٔ فناوری کالیفرنیا است و پیشروی ناسا برای اکتشافات رباتیک منظومهٔ خورشیدی بوده است. مرکز فضایی جانسون مسئول آموزش فضانوردان آمریکا و کشورهای شریک در ایستگاه‌های فضایی است. پایگاه فضایی کندی نیز مرکز پرتاب فضاپیماهای دارای سرنشین ناسا مانند فضاپیماهای پروژهٔ مرکوری و شاتل‌های فضایی (هر دو در گذشته) و همچنین فضاپیماهای پیشرفتهٔ ناسا است.
در سال ۱۹۱۷ و تنها ۱۴ سال پس از نخستین پرواز برادران رایت، آمریکا نخستین آزمایشگاه غیرنظامی خود را ساخت تا رازهای پرواز را کشف کند. این آزمایشگاه غیرنظامی، مرکز پژوهشی لانگلی بود. از مرکز پروازهای فضایی مارشال برای پرتاب فضاپیماها استفاده می‌شود. نقش مهم مرکز فضایی جان سی. استنیس آزمایش نیروی محرکه و پیشرانهٔ موشک است. مرکز فضایی والوپ نیز که توسط کمیتهٔ رایزنی ملی هوانوردی آمریکا در سال ۱۹۴۵ تأسیس‌شد، مرکز اصلی ناسا برای مدیریت و اجرای برنامه‌های پژوهشی زیر مداری است.
علاوه بر این مراکز، ناسا مدیریت تعداد زیادی تأسیسات دیگر را، از جمله تأسیسات پروازی ولوپس در جزیره ولوپس، ویرجینیا، کارخانه مونتاژ میشو در نیو ارلینز، لوئیزیانا، تأسیسات آزمایشی وایت‌سند در لاس کراکس، نیو مکزیکو و مراکز شبکه فضای دوردست ناسا در گلدستون، کالیفرنیا، مادرید، اسپانیا و کانبرا، استرالیا، بر عهده دارد.

## بودجه

بودجه ناسا از سال ۱۹۵۸ تا ۲۰۱۵ به عنوان درصدی از بودجه فدرال

بالاترین سهم ناسا از مجموع بودجه فدرال، در سال ۱۹۶۶ و در خلال برنامه فضایی آپولو بود که این سازمان سهمی ۴٫۴۱ درصدی از بودجه را به خود اختصاص داد؛ بودجه سازمان سپس در سال ۱۹۷۵ سریعاً به ۱٪ کاهش یافت و تا سال ۱۹۹۸ در همان حدود باقی ماند. این درصد سپس به‌تدریج افت کرد و در سال ۲۰۰۶ دوباره سقوط کرد و تقریباً به نصف مقدار پیش از آن رسید. در مارس ۲۰۱۲ و در یک جلسه رسیدگی قضایی در کمیته دانش سنای ایالات متحده آمریکا، نیل دگراس تایسون شهادت داد که «اکنون، بودجه سالانه ناسا برابر نیم پنی از هر دلار مالیات شهروندان است. با مقداری دو برابر این—یک پنی به ازای هر دلار—می‌توانیم کشور را از یک ملت تاریک و افسرده و بیزار از تقلای اقتصادی، به کشوری تبدیل کنیم که شرایط رویایی‌بودنش در قرن بیستم را دوباره به‌دست آورده است».

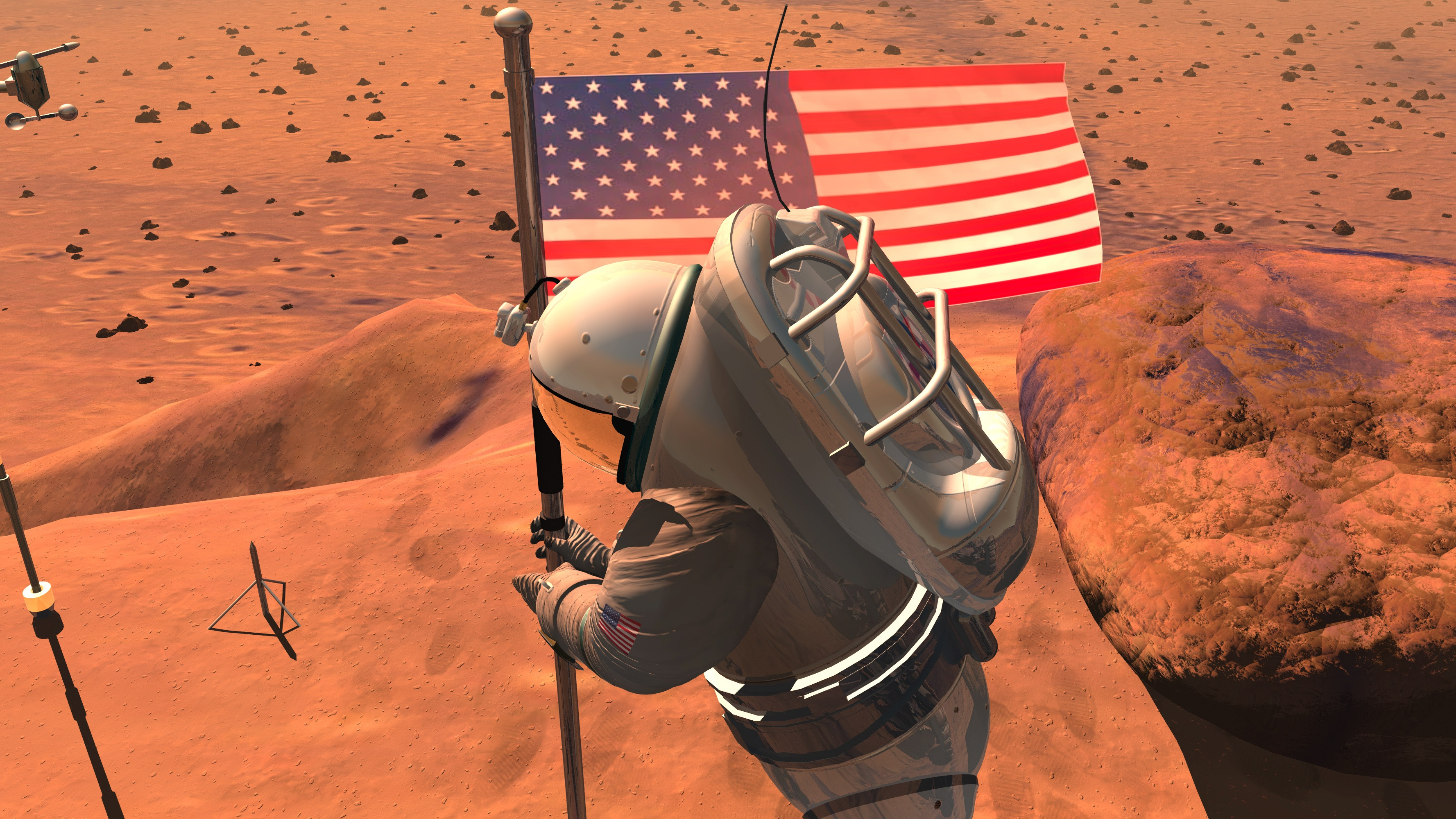
طرحی رایانه‌ای از ناسا که فضانوردی را در حال گذاشتن پرچم آمریکا روی مریخ نشان می‌دهد. مأموریت سفر انسان به مریخ از دههٔ ۱۹۶۰ مورد بحث بوده است.

با وجود این، درک عمومی از بودجه ناسا به‌طرز چشم‌گیری متفاوت است؛ برای مثال، یک نظرسنجی در سال ۱۹۹۷ نشان داد که بیشتر آمریکایی‌ها، ۲۰٪ از بودجه فدرال را متعلق به ناسا می‌دانستند.
در سال مالی ۲۰۱۵، بودجه‌ای ۱۸٫۰۱ میلیارد دلاری از سوی کنگره به ناسا تعلق گرفت؛ این میزان ۵۴۹ میلیون دلار بیش از بودجه درخواستی و حدوداً ۳۵۰ میلیون دلار بیش از بودجه سال ۲۰۱۴ ناسا بود. در سال مالی ۲۰۱۶، ناسا بودجه‌ای ۱۹٫۳ میلیارد دلاری دریافت کرد.
دونالد ترامپ سند اجازه‌نامه تحول ۲۰۱۷ ناسا را در ماه مارس همین سال امضا کرد؛ که بودجه‌ای برابر ۱۹٫۵ میلیارد دلار را برای سال ۲۰۱۷ به ناسا اختصاص می‌داد. بودجه سال ۲۰۱۷، ۱۹٫۳ میلیارد دلار هم گزارش شده و بودجه سال مالی ۲۰۱۸ برابر ۲۰٫۷ میلیارد دلار در نظر گرفته شده بود. در بودجه سال مالی ۲۰۱۸، در نظر گرفته شده بود که ۴٫۷۹ میلیارد دلار به اکتشافات، ۲٫۲۳ میلیارد دلار به علوم سیاره‌ای، ۱٫۹۲ میلیارد دلار به علوم زمینی و ۰٫۶۸۵ میلیارد دلار به هوانوردی اختصاص داده‌شود.

## تأثیر روی محیط زیست
گاز خروجی از سامانه نیروی محرکه موشک‌ها در جوّ زمین و فضا می‌تواند تأثیر ناخوشایندی روی محیط زیست زمین داشته باشد. بعضی از سوخت‌های هایپرگل موشکها، مثل هیدرازین، پیش از احتراق بسیار سمی هستند، اما پس از سوختن به موادی با درجه سمیت کمتر تبدیل می‌شوند. موشک‌هایی که از سوخت‌های هیدروکربنی، مثل نفت سفید استفاده می‌کنند، خروجی کربن دی‌اکسید و دوده دارند. با این وجود، مقدار کربن دی‌اکسید منتشرشده در قیاس با مقداری که از دیگر منابع منتشر می‌شود اندک است؛ برای مثال، ایالات متحده در سال ۲۰۱۴ به‌طور میانگین در هر روز ۸۰۲٬۶۲۰٬۰۰۰ گالون آمریکایی (۳٫۰۳۸۲×۱۰۹ لیتر) سوخت مایع مصرف می‌کند، در حالی که یک موشک فالکن ۹ در زمان پرتاب حدود ۲۵٬۰۰۰ گالون آمریکایی (۹۵٬۰۰۰ لیتر) نفت سفید مصرف می‌کند. با فرض این که هر روز یک موشک فالکن ۹ پرتاب شود، مقدار مصرف سوخت مایع و انتشار کربن دی‌اکسید آن تنها برابر ۰٫۰۰۶٪ از مصرف سوخت همان روز خواهد بود. علاوه بر این، خروجی موتورهای برپایه اکسیژن مایع و هیدروژن مایع، مثل موتور اصلی شاتل فضایی، تقریباً چیزی جز بخار آب نیست. مطابق سند خط مشی محیط زیستی ملی در سال ۲۰۱۱، ناسا برنامه کانستلیشن را به دلایل محیط زیستی لغو کرد. برخلاف این، پیشرانه یونی برای تأمین نیروی محرکه، از گازهای نجیب بی‌ضرر، همچون زنون، استفاده می‌کند.
در ۸ مه ۲۰۰۳، سازمان حفاظت از محیط زیست ایالات متحده آمریکا، ناسا را ملزم به استفاده مستقیم از گازهای ناشی از دفن زباله‌ها برای تولید انرژی در مرکز پروازهای فضایی گادرد در گرین‌بلت مریلند کرد. ناسا اولین سازمان فدرال است که از این شیوه استفاده کرده است.